# Klooster van de Zusters Onder de Bogen
Het Klooster van de Liefdezusters van de Heilige Carolus Borromeus, meestal aangeduid als Klooster van de Zusters Onder de Bogen, is een rooms-katholiek klooster in het centrum van de Nederlandse stad Maastricht. Het klooster is het moederhuis van de congregatie van de Liefdezusters van de Heilige Carolus Borromeus. Het klooster is gevestigd in een aantal historische gebouwen tussen de straten Sint Servaasklooster en Kommel. In de kloostertuin bevindt zich een belangrijk deel van de nog resterende eerste stadsmuur van Maastricht.

## Geschiedenis
Bij archeologische opgravingen voorafgaand aan de bouw van een nieuwe kloostervleugel aan het Sint Servaasklooster in 1980 kon worden vastgesteld dat het laat-Romeinse en Merovingische grafveld op het Vrijthof zich tot hiertoe uitstrekte. Tevens werd een zware dubbele muur aangetroffen (9e-11e eeuw), mogelijk onderdeel van de Ottoonse muur. Andere muurresten behoorden waarschijnlijk tot de Proosdij van Sint-Servaas, die in de 11e of 12e eeuw werd gebouwd. In de 12e of 13e eeuw kwam de Hoge Leenzaal tot stand, de nog deels bestaande rechtszaal van de proosdij. De zaal was via een houten loopbrug aan de binnenzijde van de westwerkbogen verbonden met de proostenkapel in het Westwerk van de Sint-Servaasbasiliek.

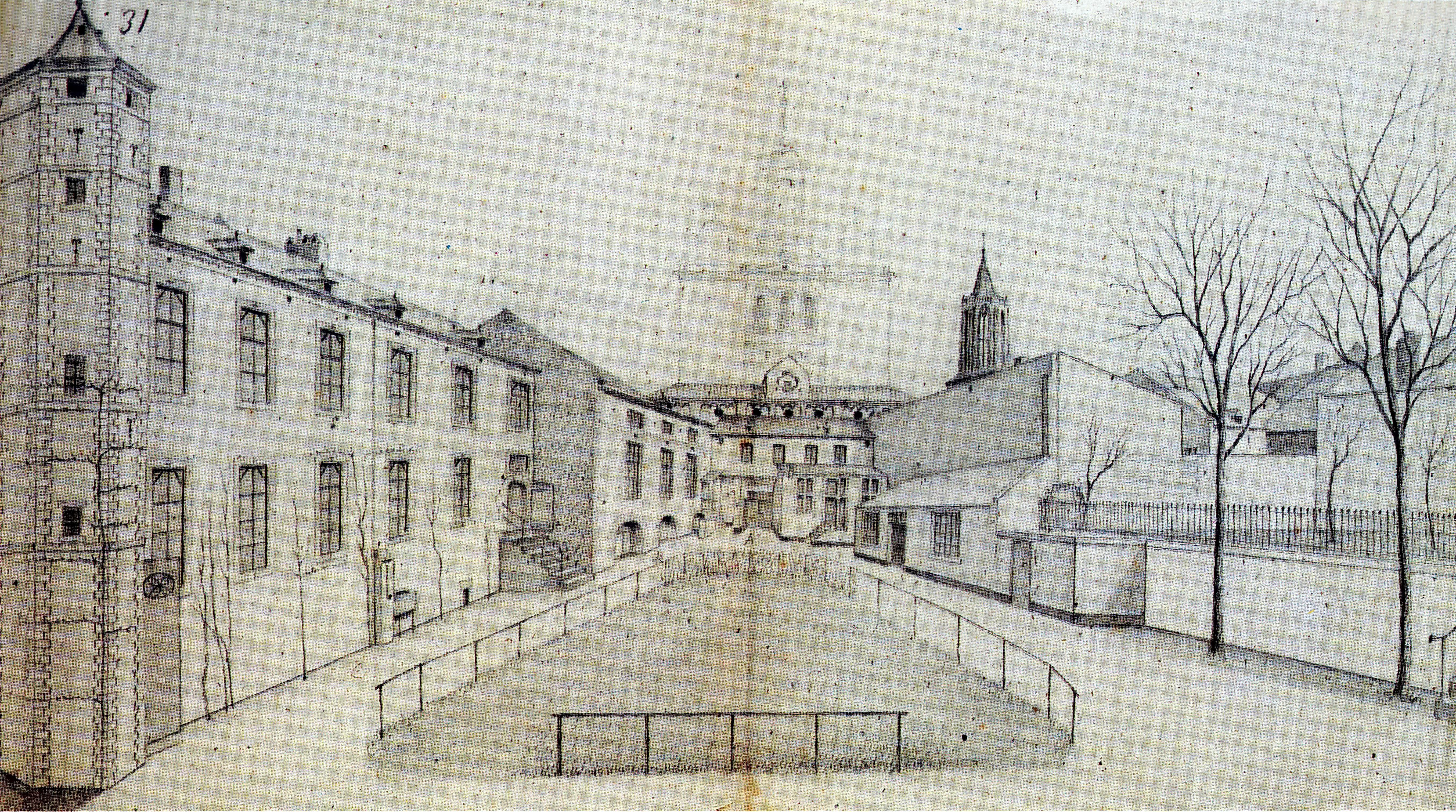
Proosdij, midden 19e eeuw

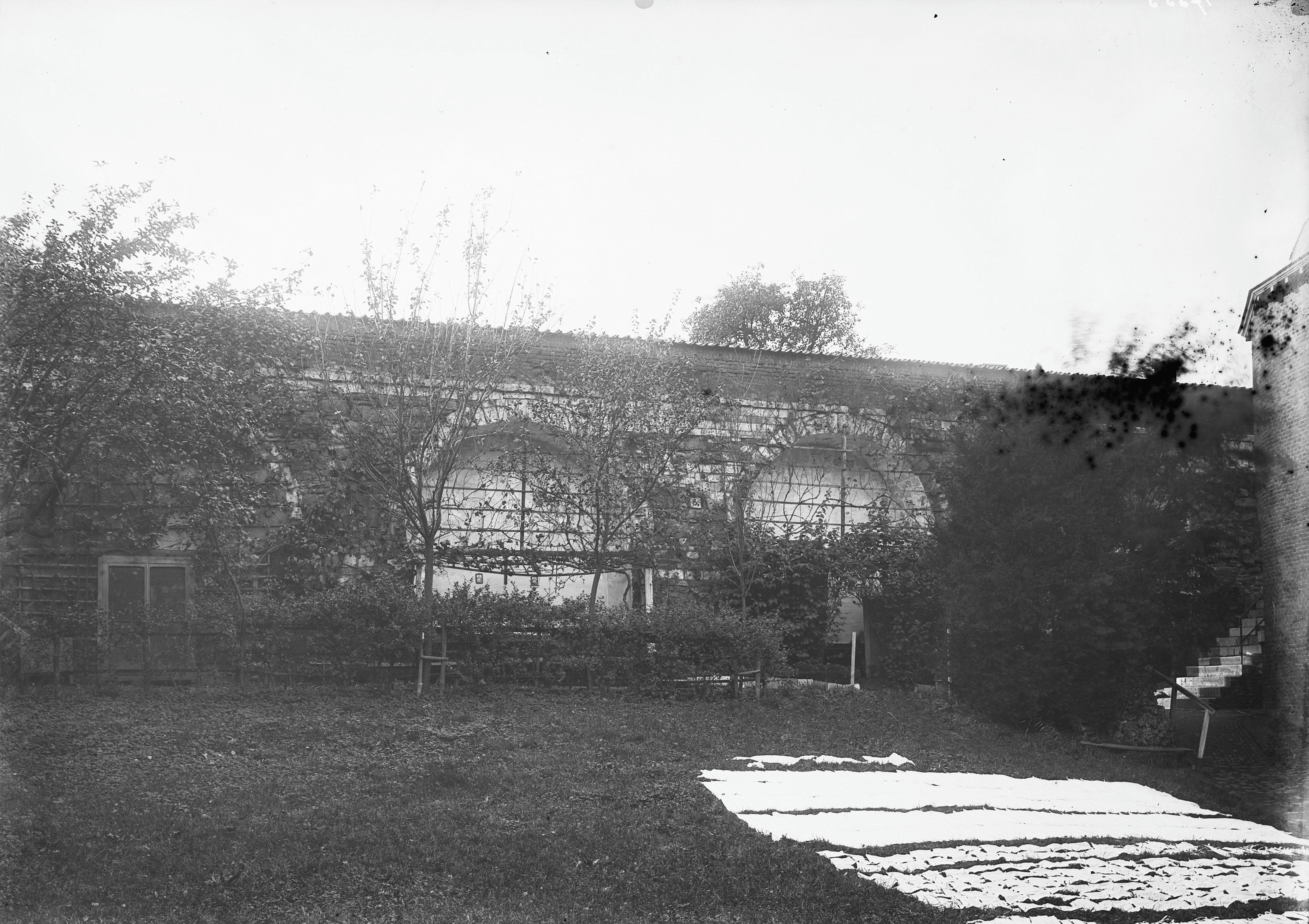
Bleekveld bij stadsmuur (1898)

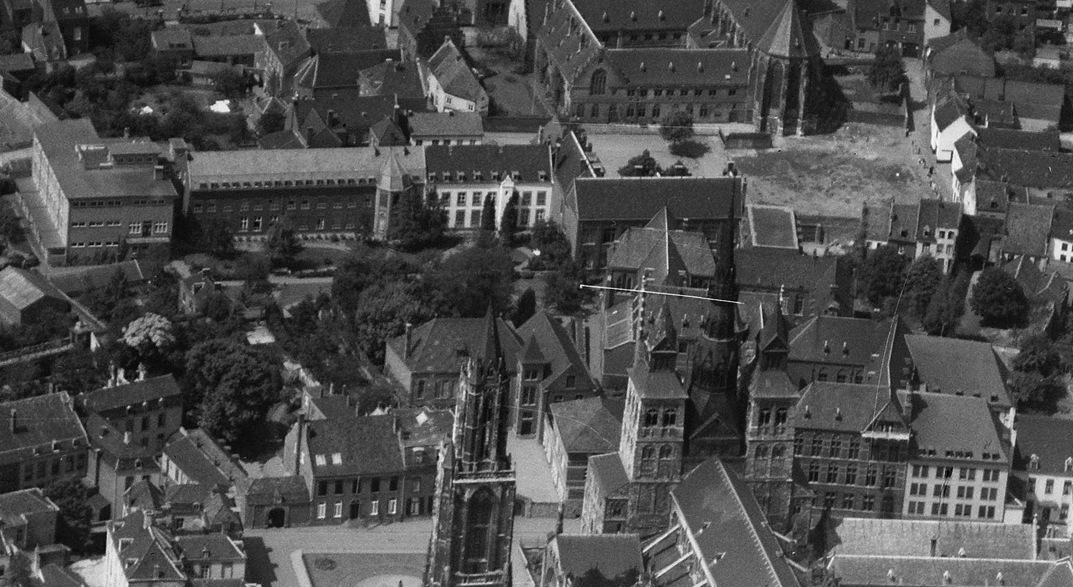
Luchtfoto kloostercomplex (1937)

Omstreeks 1230 kwam de eerste middeleeuwse stadsmuur tot stand, waarvan een deel  (de zogenaamde Boichgraeve) eeuwenlang door de proosten en daarna door de kloosterzusters werd onderhouden, ook nadat deze na de bouw van de tweede muur reservestelling was geworden. In 1981 konden de muur en de niet meer zichtbare stadsgracht deels gedocumenteerd worden. Een vervolgonderzoek in 2001 leverde weinig resultaten op.
In januari 1789 werd het kapittel van Sint-Servaas, en dus ook de proosdij, door de Fransen opgeheven en kwamen de proosdijgebouwen leeg te staan. In 1816 woonde hier de familie Behr. De congregatie van de Liefdezusters van de Heilige Carolus Borromeus werd in 1837 gesticht door Elisabeth Gruyters (1789-1864). Na korte tijd gevestigd te zijn geweest in een pand in de Lenculenstraat en aan het Vrijthof, kochten de 24 zusters in 1845 de voormalige proosdij van de weduwe Behr. Door de groei van de congregatie dijde het kloostercomplex gestaag uit. Al in 1863 werden enkele gebouwen aan de Kommel betrokken. Na aankoop van het voormalige Refugiehuis van Herckenrode in 1873, nam het kloostercomplex een groot gebied tussen de straten Sint Servaasklooster en Kommel in beslag. Aan het einde van de 19e eeuw werd de eenvoudige kloosterkapel vervangen door een grote, driebeukige kerk, waarvoor een deel van de oude stadsmuur gesloopt moest worden.
Aanvankelijk stonden de zusters onder het patronage van de Heilige Vincentius a Paulo, maar in 1856 werd dat ingeruild voor het patronage van de Heilige Carolus Borromeus en werd de congregatie door de paus erkend. De doelstellingen van de congregatie waren van meet af aan: ziekenverpleging, zorg voor wezen en onderwijs. Veel zusters werkten in het nabije ziekenhuis Calvariënberg of in een van de scholen op eigen terrein, zoals de Sint-Servatiusschool aan de Kommel uit 1896 (sinds 1948 eigendom van de zusters; in 1965 deels gesloopt) en de Sint-Carolusschool aan het Henric van Veldekeplein uit 1931 (in 1980 gesloopt). In 1917 kochten de zusters de terreinen van de voormalige ijzerfabriek van Emile van Oppen, waardoor het klooster in noordwestelijke richting kon uitbreiden. In 1935 kwam het zogeheten Damespension gereed.
Tegenwoordig functioneert het klooster vooral als moederhuis, een 'thuishaven' voor de circa 700 zusters die de wereldwijde congregatie telt en tevens verzorgingshuis voor oudere zusters. In het Elisabeth Gruytershuis is het generalaat, het algemeen bestuur van de congregatie gevestigd. Daarnaast is een deel van het complex ingericht als retraitehuis ("Stilte- en Bezinningscentrum Onder de Bogen").

## Erfgoed
De kloostergebouwen en de kloostertuin van de Zusters Onder de Bogen nemen in het centrum van Maastricht een groot terrein in beslag, waarbinnen zich diverse monumentale panden en delen van de eerste middeleeuwse stadsmuur bevinden. Het complex vormt ook tegenwoordig nog een vrijwel gesloten enclave in de Maastrichtse binnenstad. Alleen tijdens de Open Kloosterdag en bij concerten in de kerk (bijvoorbeeld tijdens Musica Sacra) zijn delen van het complex toegankelijk. Enkele gebouwen dateren van voor de kloostervestiging. Andere gebouwen, waaronder twee scholen, zijn inmiddels afgebroken en vervangen door nieuwbouw. Een deel van het kerkhof van Wolder is gereserveerd voor de Zusters Onder de Bogen.

### Kloosterkerk

#### Exterieur kloosterkerk
De huidige neogotische kloosterkerk verving in 1901 een kleinere kapel op de binnenplaats van de proosdij. Het bakstenen gebouw was een ontwerp van Johannes Kayser uit 1899 en werd gebouwd door aannemer J. Reggers. Het westelijk ingangsportaal bevindt zich in het voormalige proosdijgebouw. Boven de met Naamse steen omlijste poort is een beeld van Madonna met Kind aangebracht. Zoals veel kloosterkerken heeft de kerk geen toren. Het gebouw heeft hoog oprijzende leien daken met dakkapellen. De pseudotransepten zijn even hoog als het koor en de middenbeuk, maar niet breder dan de zijbeuken.

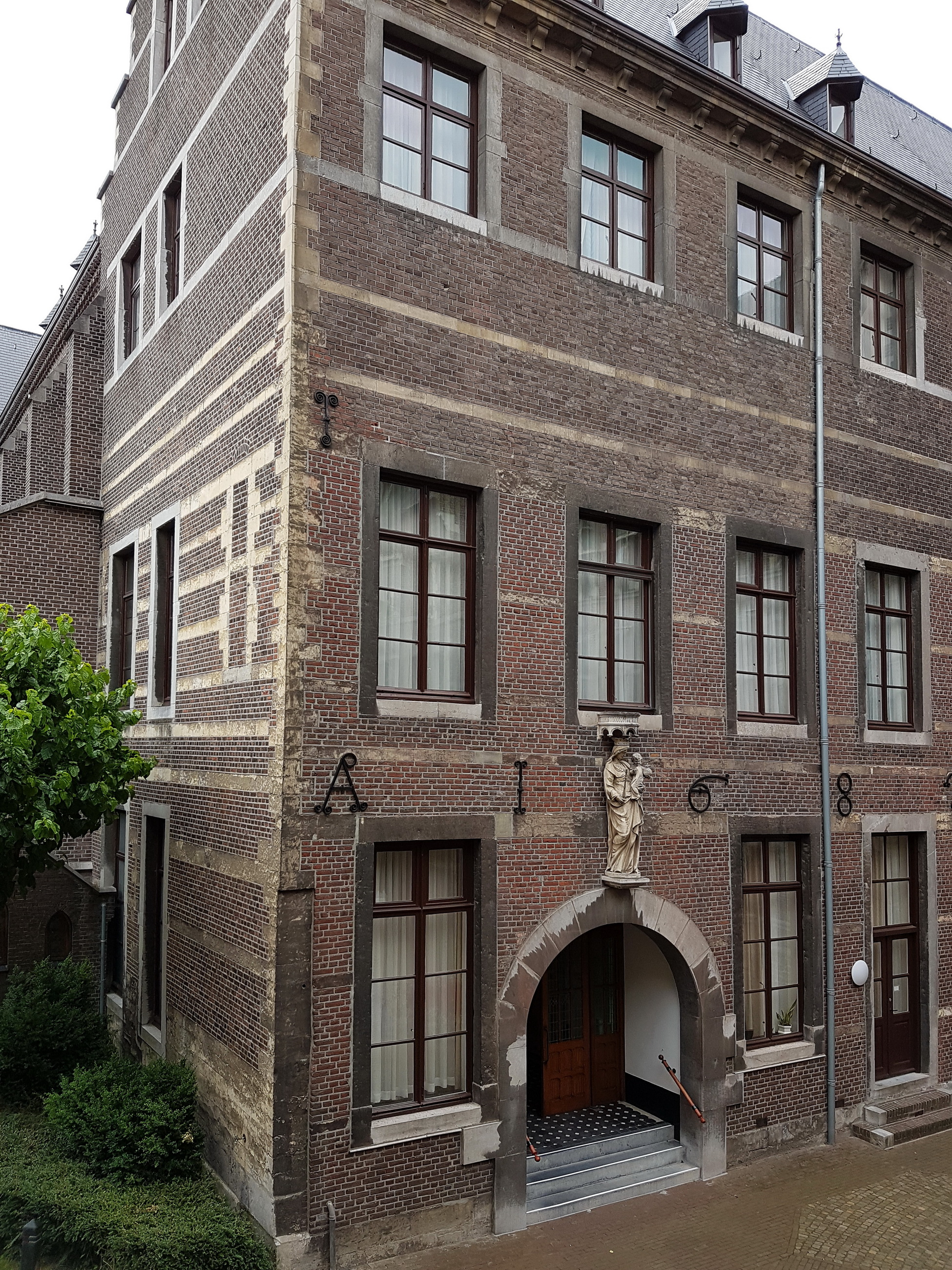
Westelijke toegangspoort
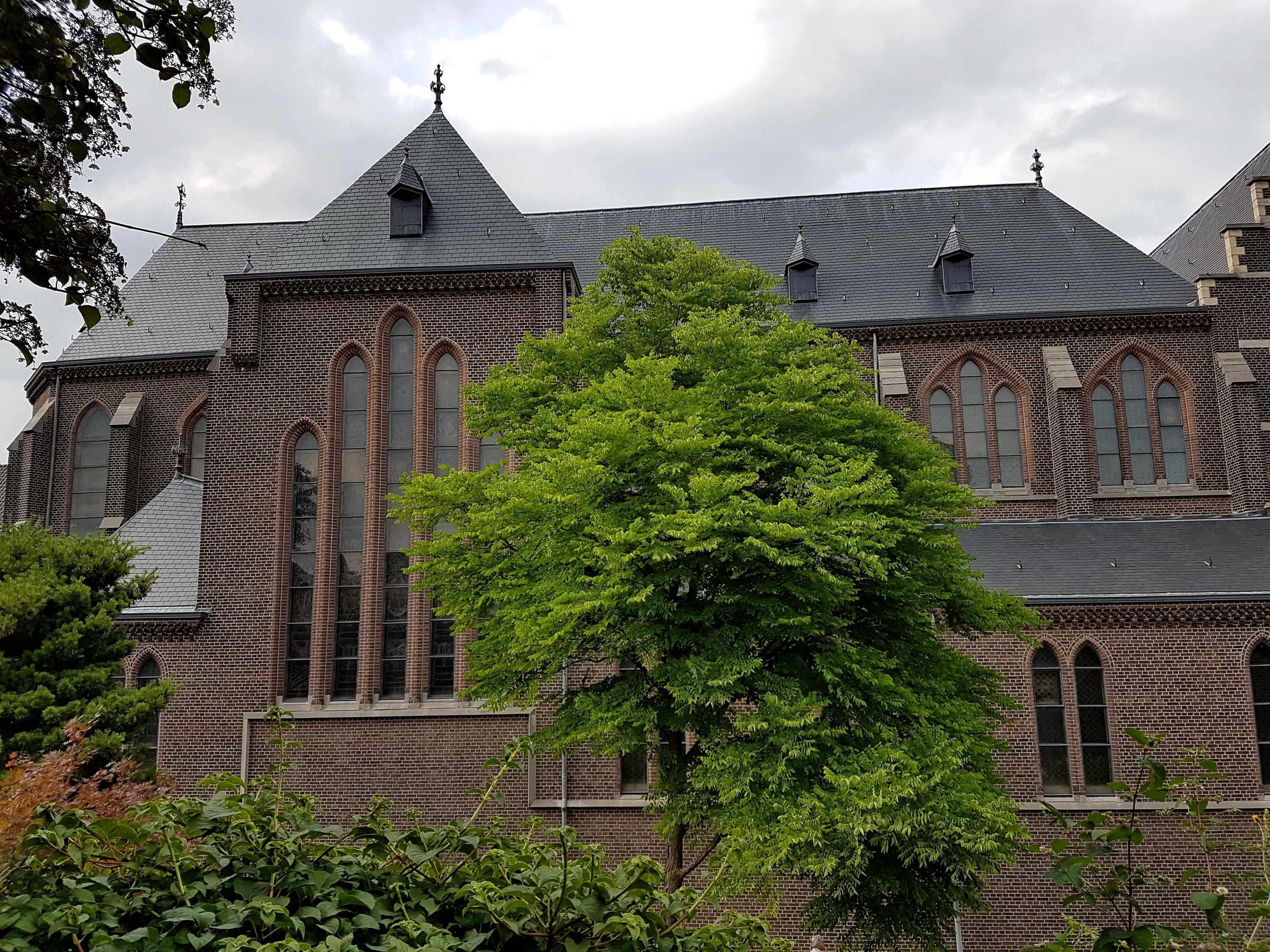
Zuidelijke aanblik
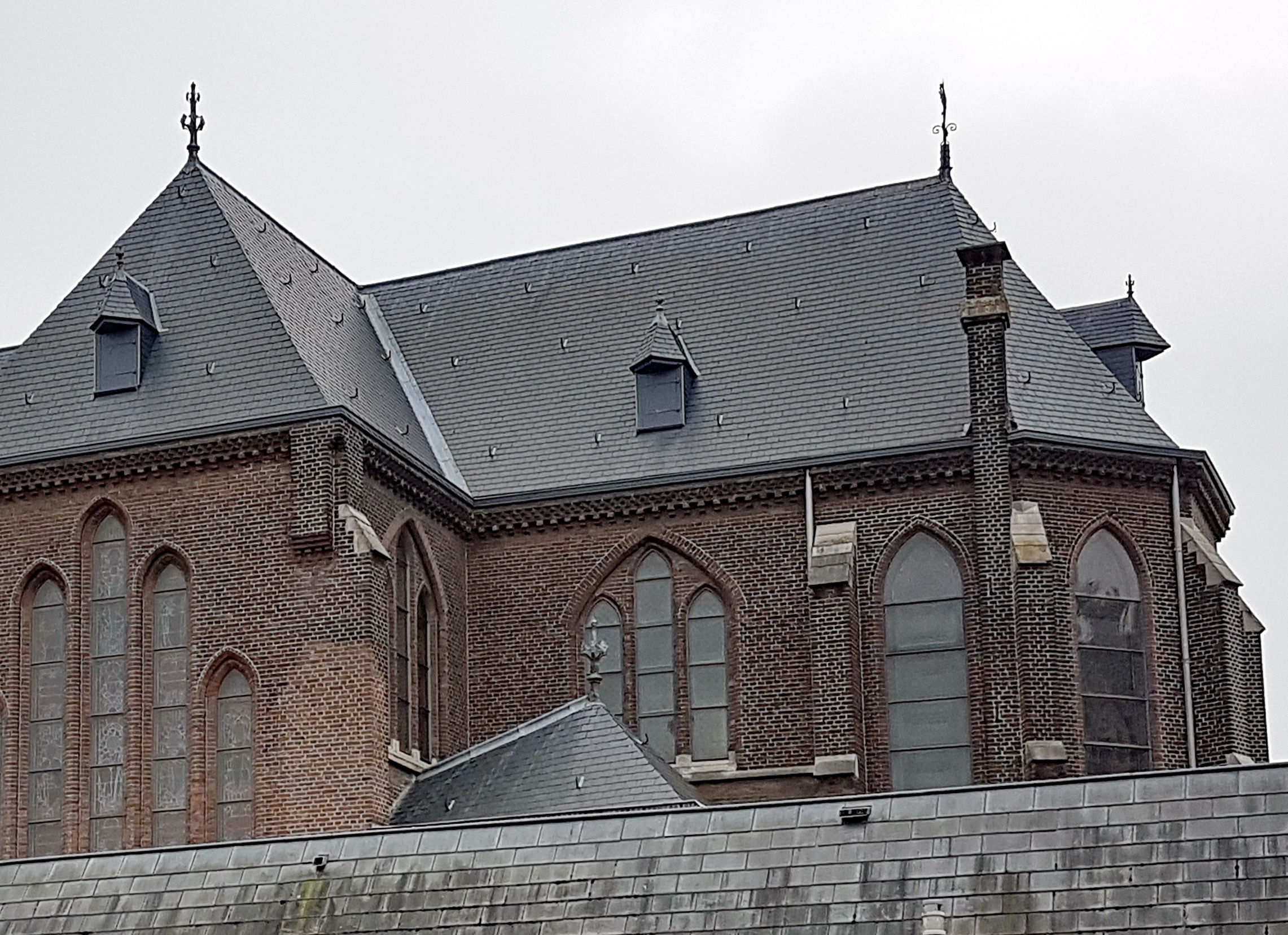
Noordertransept en koor
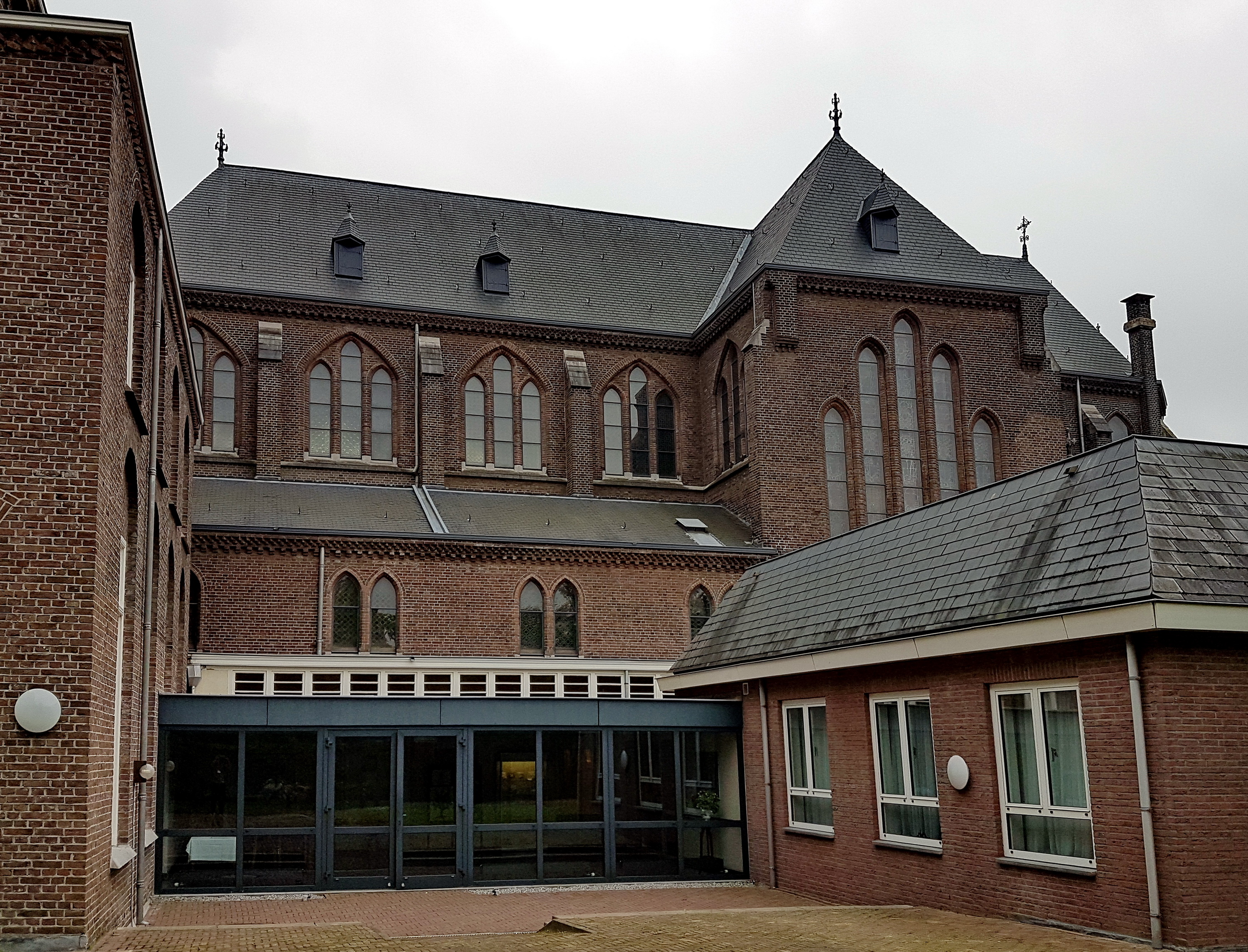
Noordelijke aanbouwen

#### Interieur kloosterkerk
Het rijkgedecoreerde interieur van de kerk valt op door de lichtbeuk, waarbij de spitsbogen en vensters afwisselend met rode en gele baksteen omlijst zijn, de scheiwanden met pseudotriforia, steunend op tien zwartmarmeren zuilen met gebeeldhouwde kapitelen, en de glas-in-loodramen. Een deel van de kerkinventaris, inclusief het hoofdaltaar, een zijaltaar, een tweetal biechtstoelen en enkele gepolychromeerde heiligenbeelden, werden in de periode 1900-'05 door het Geleense atelier voor kerkelijke kunst J.W. Ramakers en Zonen geleverd.

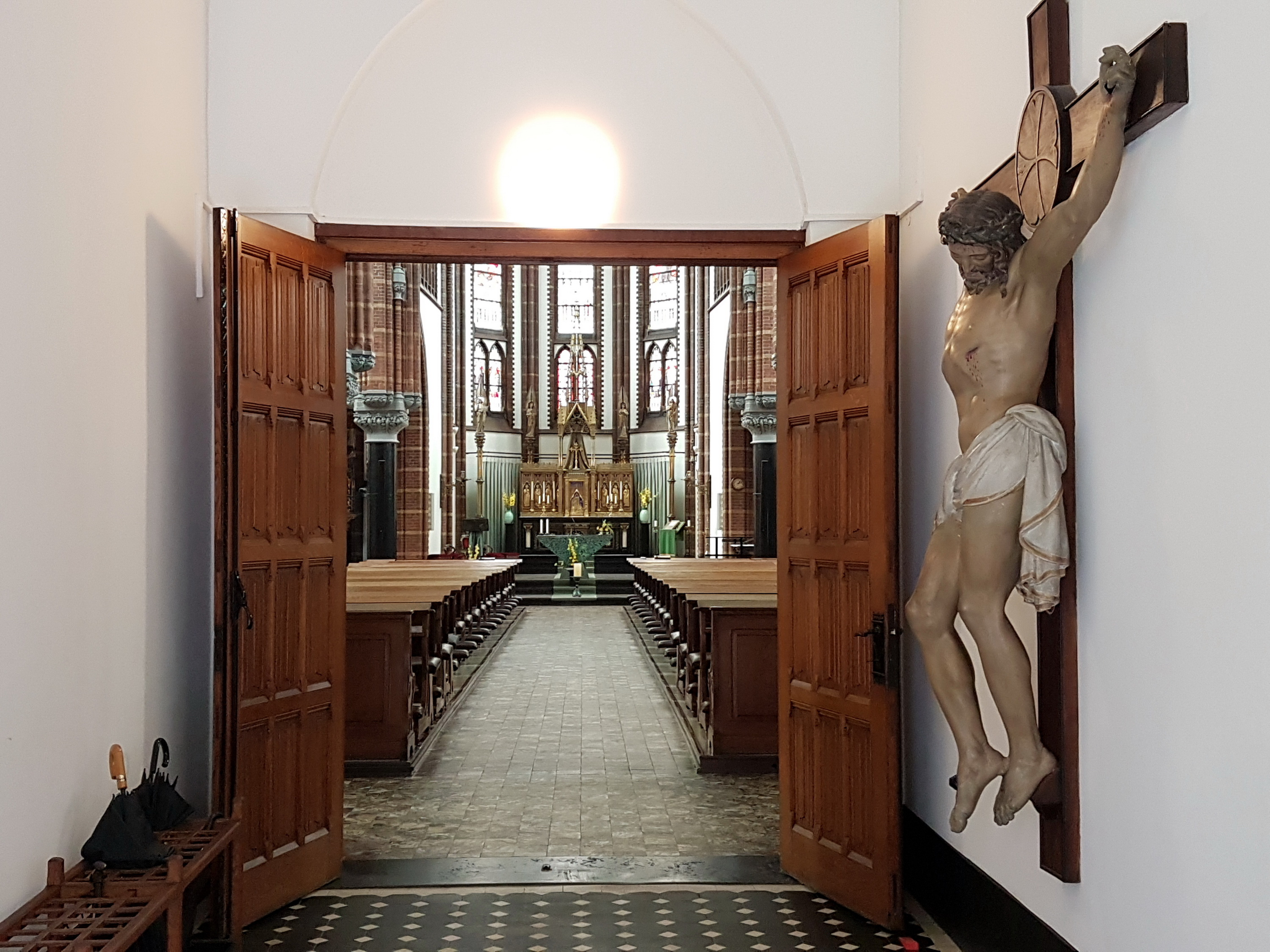
Zicht vanuit voorportaal
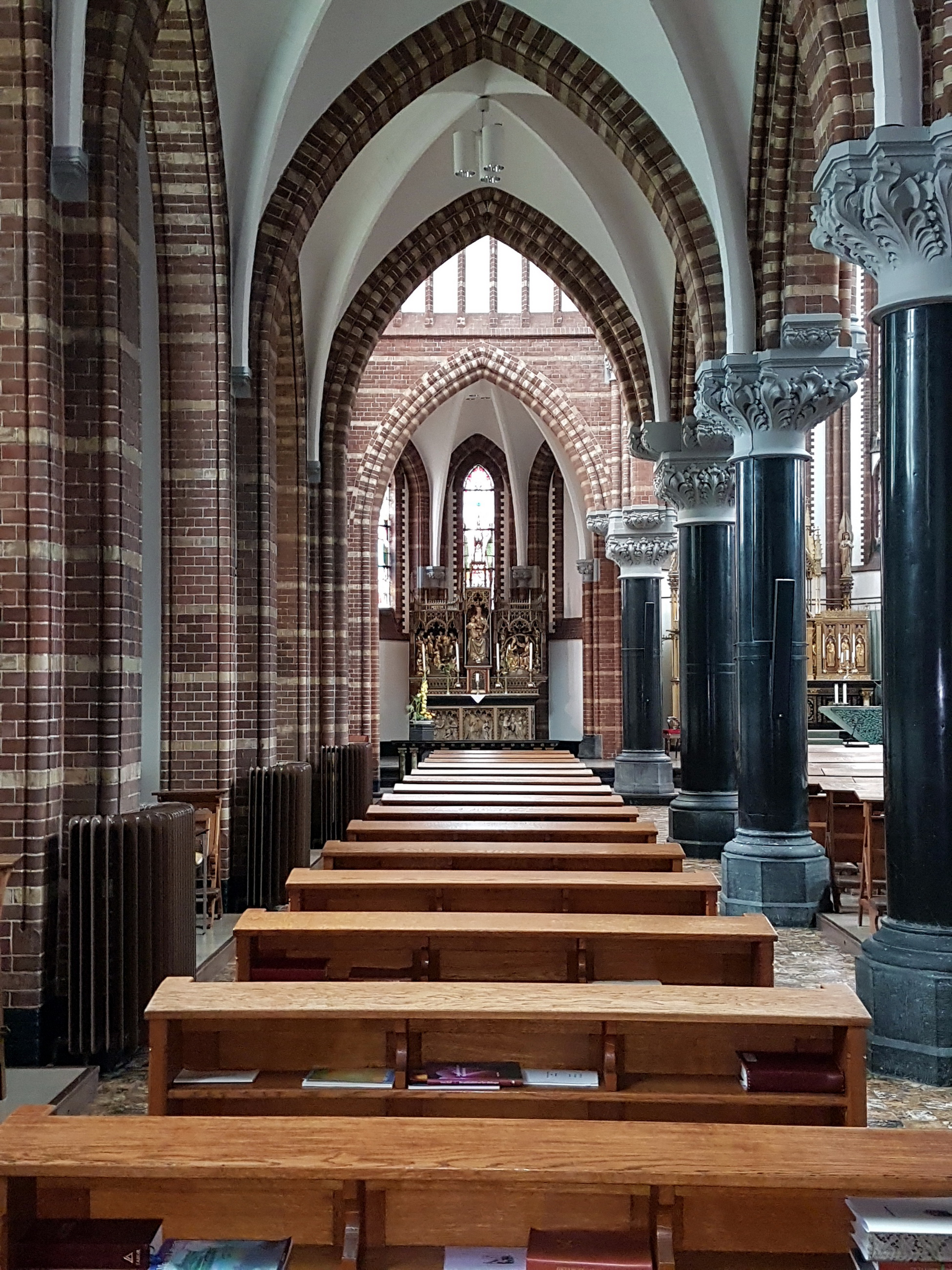
Zuiderzijbeuk
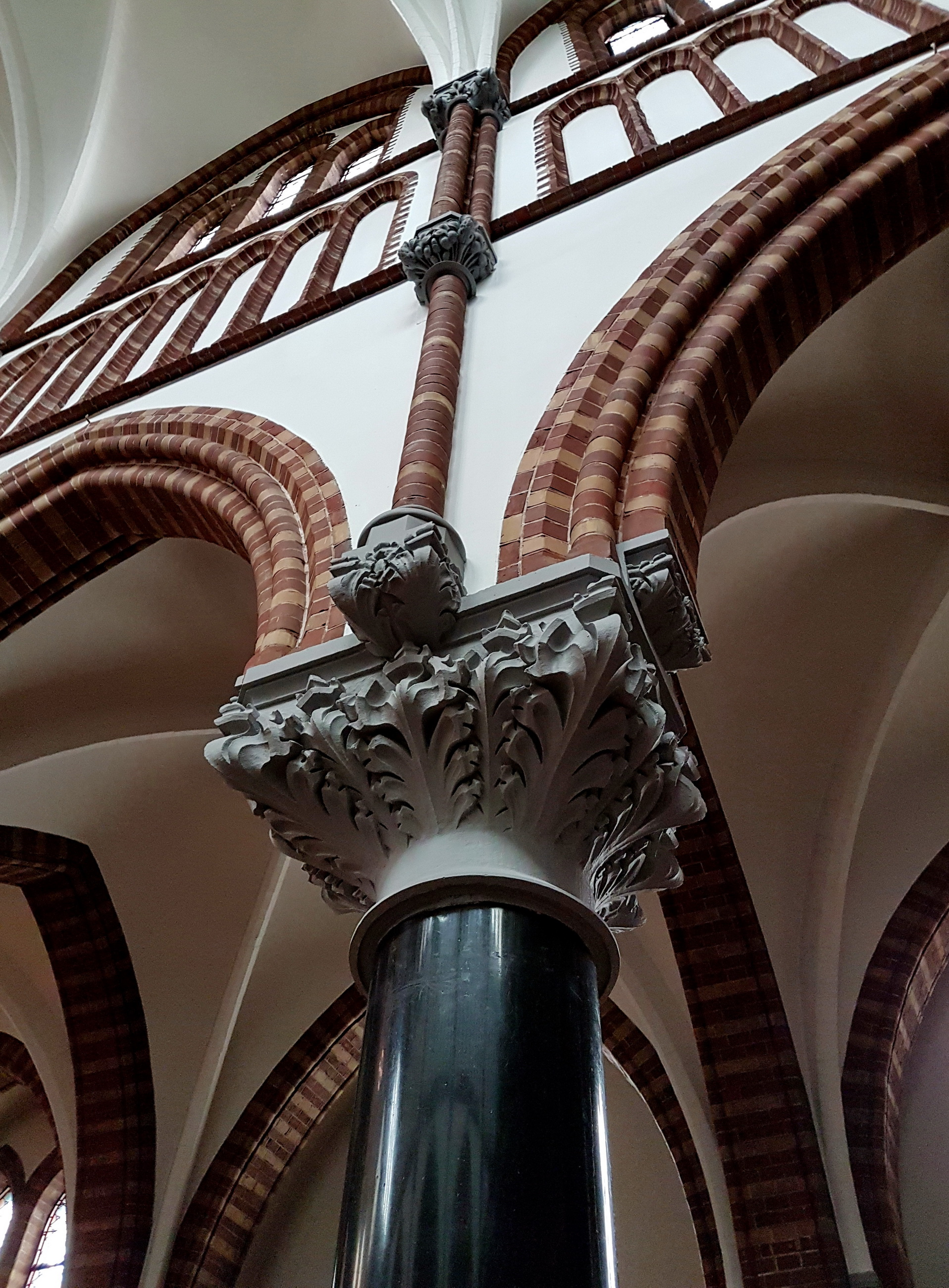
Detail kapiteel
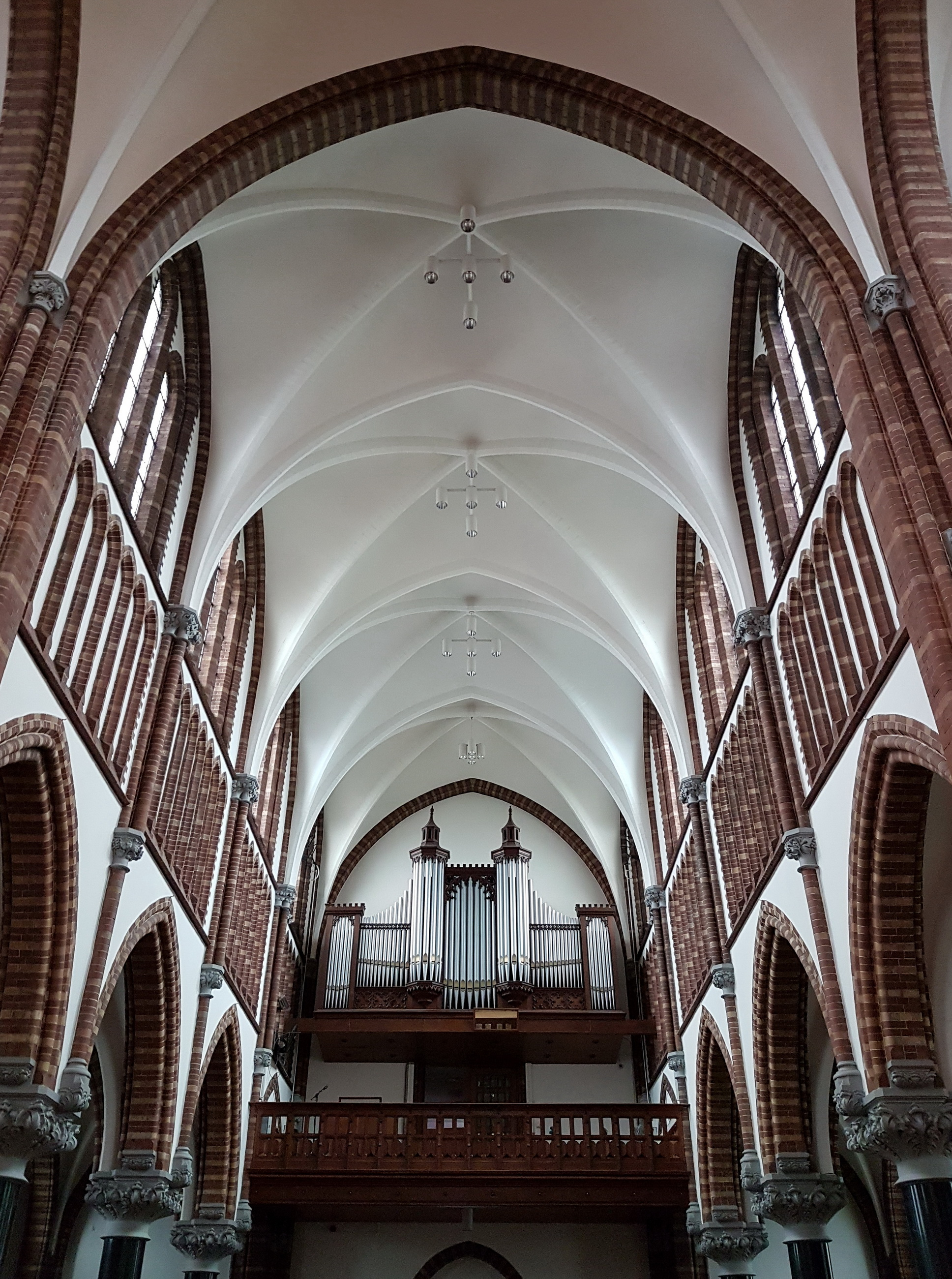
Gewelven en orgel

### Kloostergebouwen

#### Hoge Leenzaal
Het oudste gebouw van de proosdij, de zogenaamde Hoge Leenzaal uit de 12e of 13e eeuw, is opgetrokken uit kolenzandsteen. De Hoge Leenzaal is door middel van zware steunbogen verbonden met het westwerk van de Sint-Servaasbasiliek, waardoor het klooster de bijnaam kreeg "Onder de Bogen". Van het middeleeuwse gerechtsgebouw is niet veel meer over dan de voorgevel, inclusief het (dichtgemetselde) proostenpoortje dat ooit toegang gaf tot een loopbrug naar de Sint-Servaaskerk, en enkele keldergewelven op de binnenplaats van het klooster. In de afgetopte puntgevel zijn twee gotische spitsboogvensters geplaatst; de andere vensteropeningen zijn uit latere periodes.

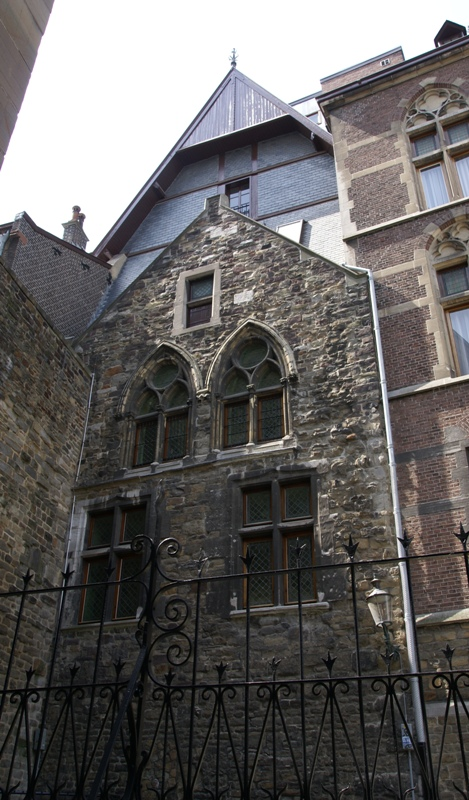
Hoge Leenzaal (en Noviciaatsgebouw)
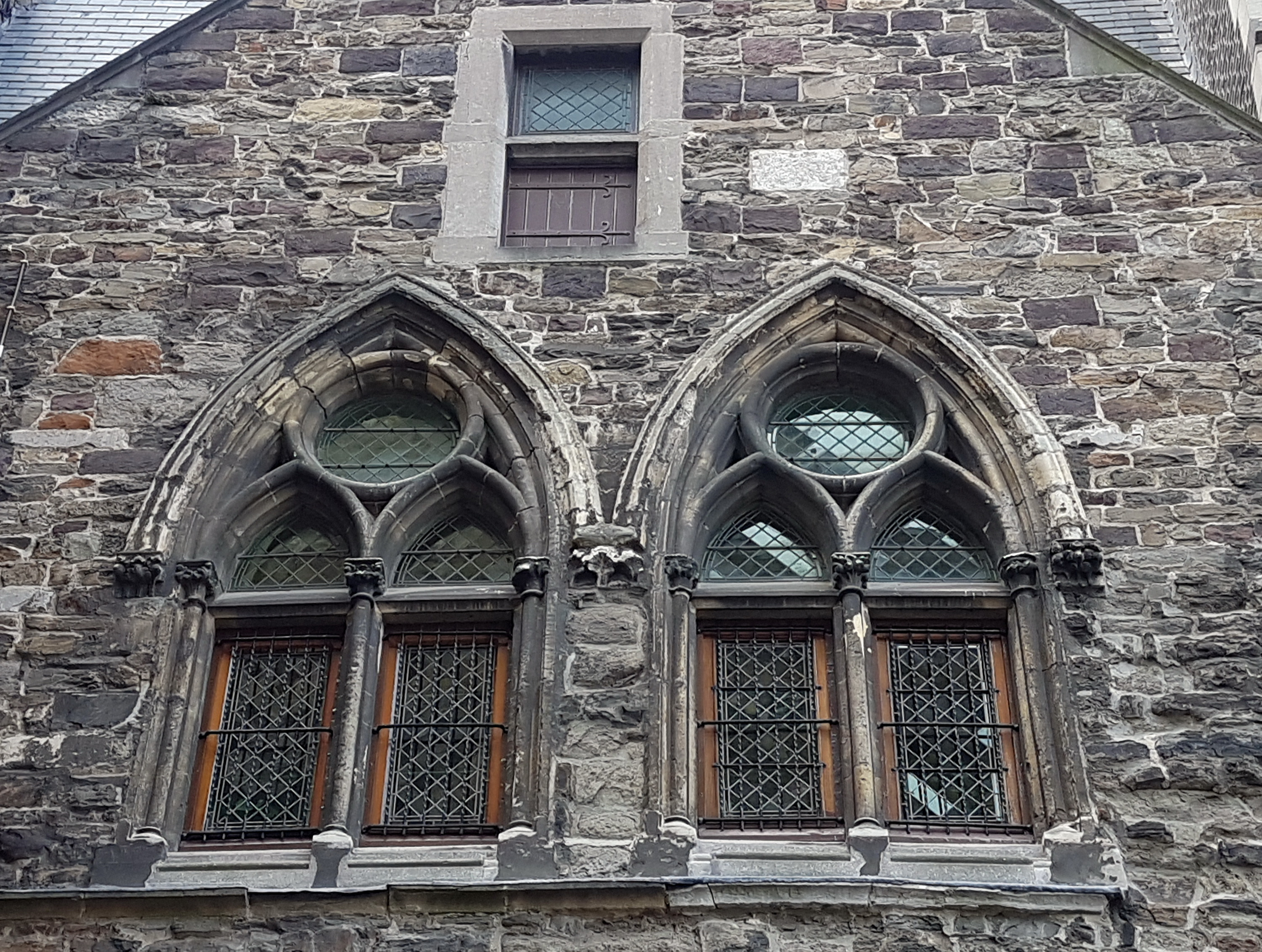
Gotische vensters met maaswerk
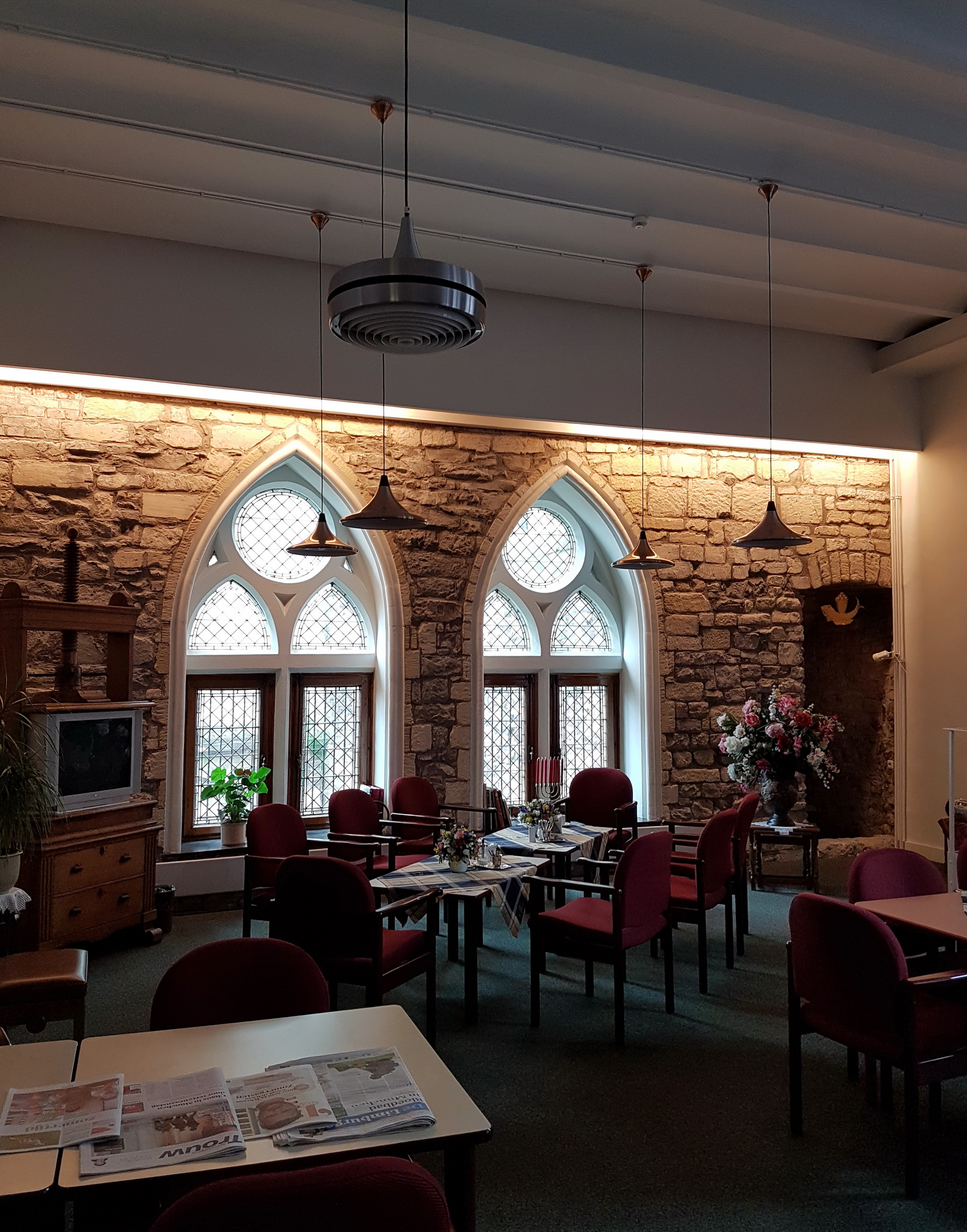
Interieur met proostenpoortje (rechts in de hoek)
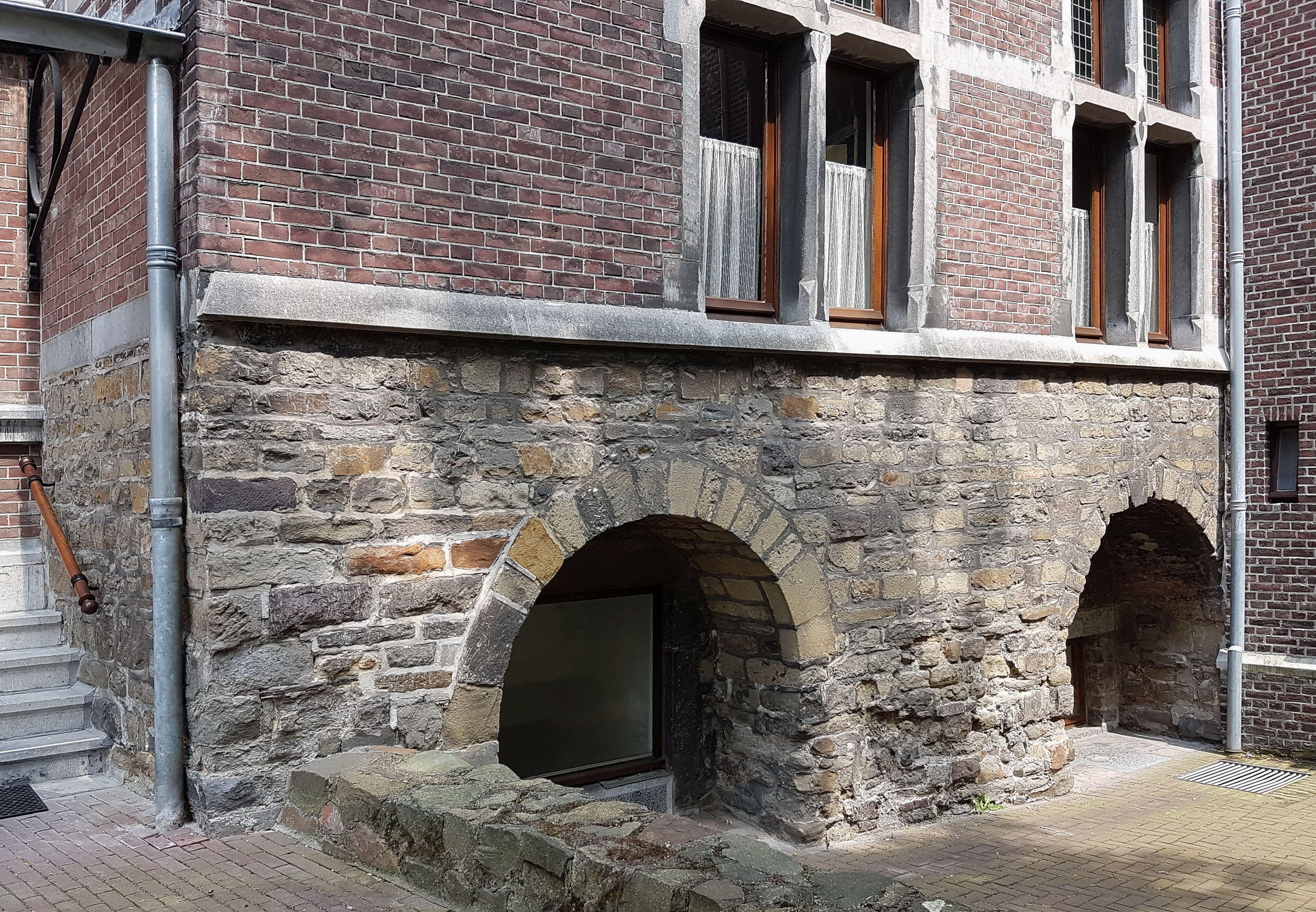
Keldergewelven op de binnenplaats

#### Proosdijgebouw
Het proosdijcomplex bestaat verder uit een L-vormig gebouw met een traptoren in Maaslandse renaissancestijl. Typerend voor deze stijl zijn de speklagen van mergel en de deur- en vensteromlijstingen van Naamse steen. Andere kenmerken zoals trapgevels en daklijsten met consoles, zijn niet origineel (wellicht hergebruikt). In de zuidvleugel is waarschijnlijk al vroeg in de 19e eeuw een rondbogige poort aangebracht, die sinds 1901 toegang geeft tot de achtergelegen kloosterkerk. Op deze vleugel is het jaartal 1682 in muurankers aangebracht. Rond 1910 werd het klooster sterk uitgebreid, waarbij de zuidvleugel en de traptoren werden verhoogd en de oostvleugel vrijwel geheel werd vernieuwd. Het interieur dateert grotendeels van na deze verbouwing, hoewel de sterfkamer van "Moeder Elisabeth" (†1864) enkele originele elementen zou bevatten. Deze kamer is onderdeel van een klein museum over de stichteres en de congregatie.

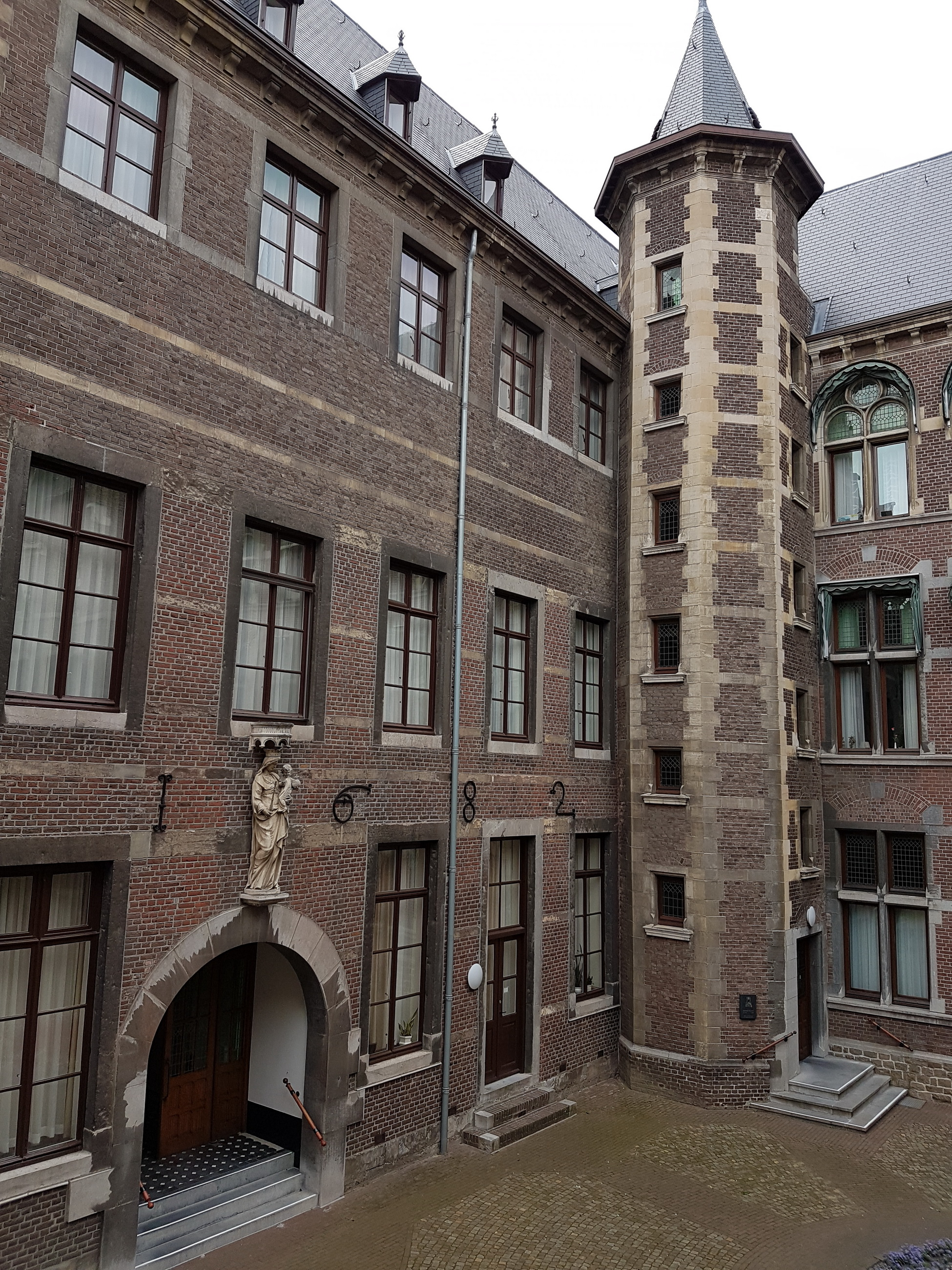
Zuidvleugel en traptoren
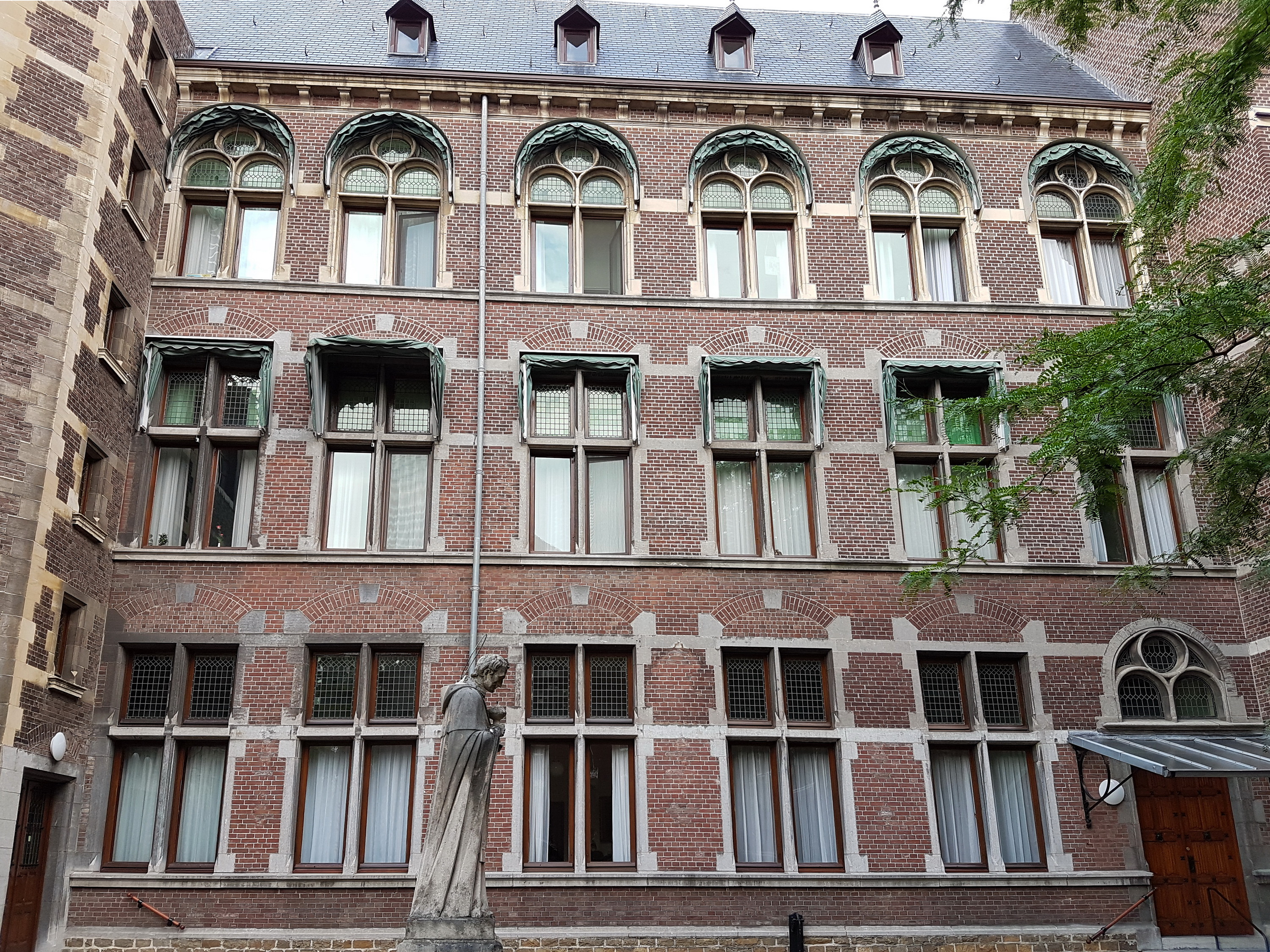
Vernieuwde oostvleugel
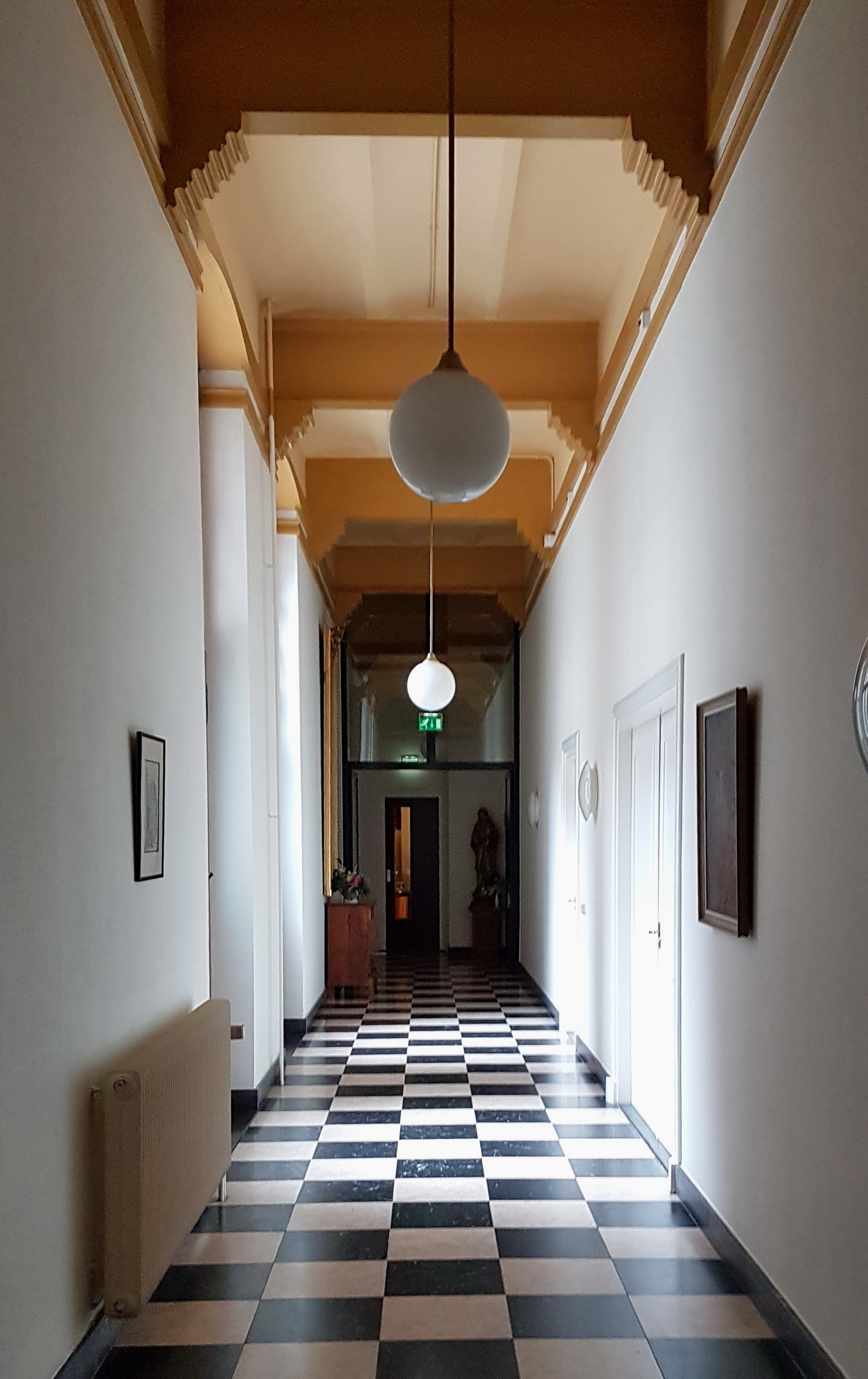
Kloostergang
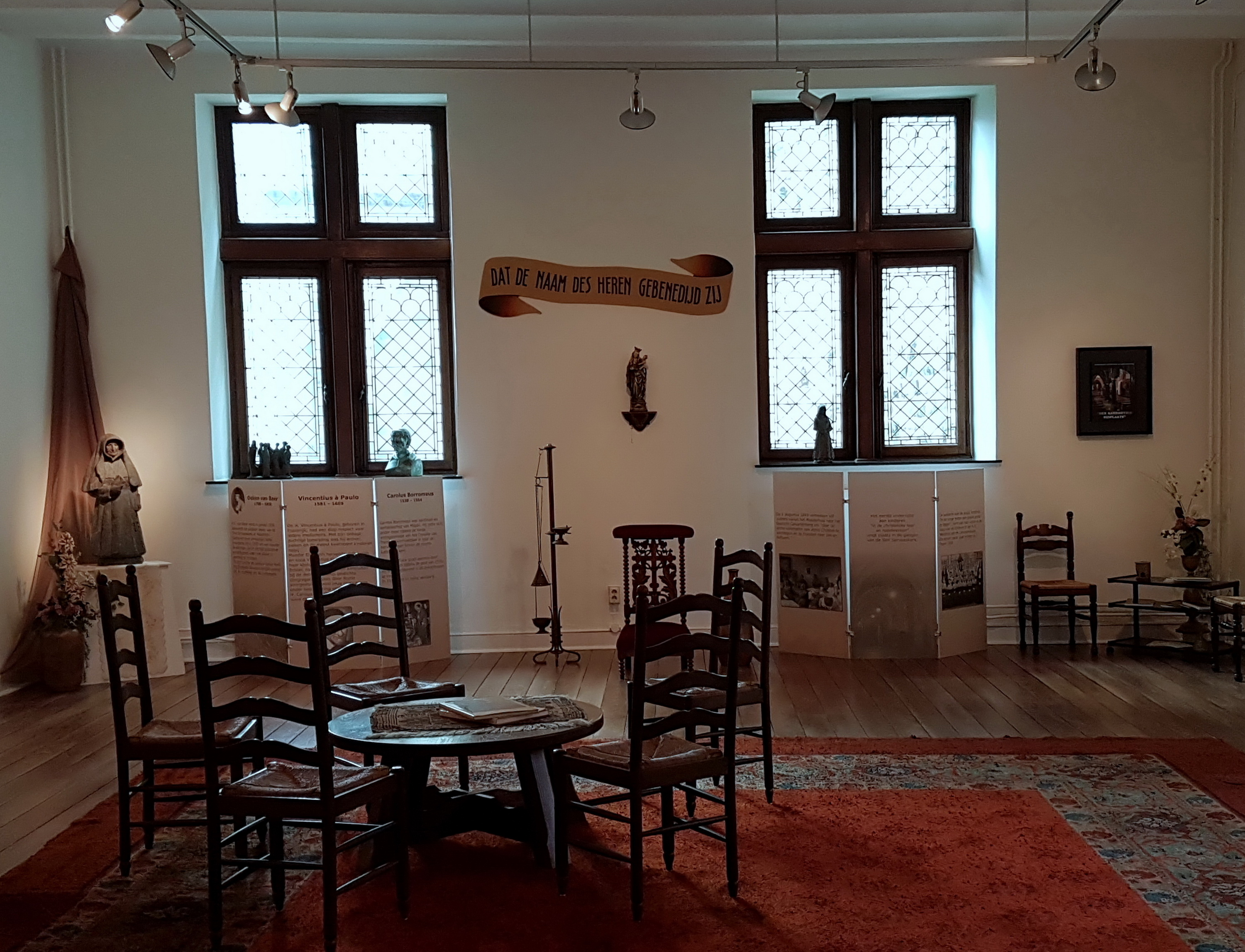
Museumzaal

#### Refugie van Herckenrode
Behalve de proosdij bevindt zich op het kloosterterrein nog een historisch gebouw: de Refugie van Herckenrode. Dit refugiehuis van de abdij van Herkenrode, een cisterciënzerinnenabdij te Kuringen (bij Hasselt, België), werd volgens sommige bronnen gesticht in 1574, een jaartal dat vermeld wordt op de traptorens. Mogelijk werd het refugiehuis al in 1774, dus ruim voor de opheffing van de kloosters in de Franse Tijd, verkocht. In 1842 was de weduwe van de landbouwer Karel Antoon Habets eigenaar. De omliggende landerijen (later de kloostertuin) waren in bezit van de advocaat Charles Roemers. Later verwierven de Liefdezusters van de Heilige Carolus Borromeus deze terreinen en bouwden hier onder andere een noviciaat en een school, waardoor de refugie onderdeel werd van een groot gebouwencomplex, soms aangeduid als "Herckenrode".
Het rechthoekige hoofdgebouw dateert uit 1646, maar is in de 19e en 20e eeuw sterk verbouwd. Het bevat aan de tuinzijde een wapensteen met het wapen van abdis Barbara van Hinnesdael (1637-'53). Zowel aan de Kommelzijde als aan de tuinzijde bevinden zich, recht tegenover elkaar, uitgebouwde traptorens. Beide bevatten een jaarsteen waarop het stichtingsjaar 1574 wordt gememoreerd. Het torentje aan de tuinzijde heeft een krulgevel en wordt geflankeerd door vijf vensterassen ter linkerzijde en drie ter rechterzijde. Het torentje aan de Kommelzijde heeft een kroonlijst op consoles in de stijl van de Maaslandse renaissance en wordt gedekt door een tentdak. In 1968 is de straatgevel gerestaureerd. Van deze gevel zijn de twee zuidelijke vensterassen aan het oog onttrokken door een latere aanbouw. In 1998 werd de gevel okergeel geschilderd, ter onderscheiding van de wit geschilderde nieuwbouwvleugels.

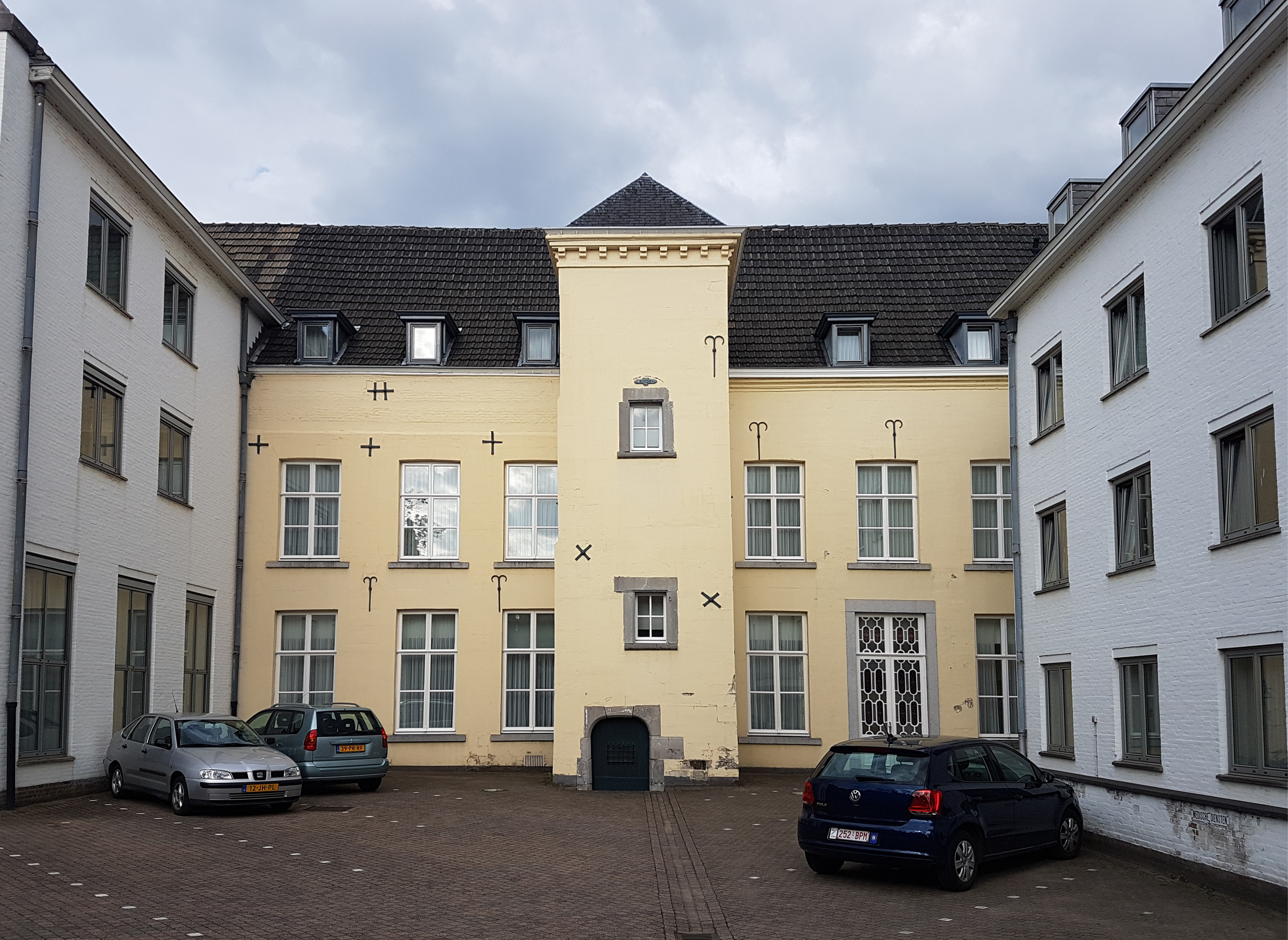
Voorgevel, Kommel
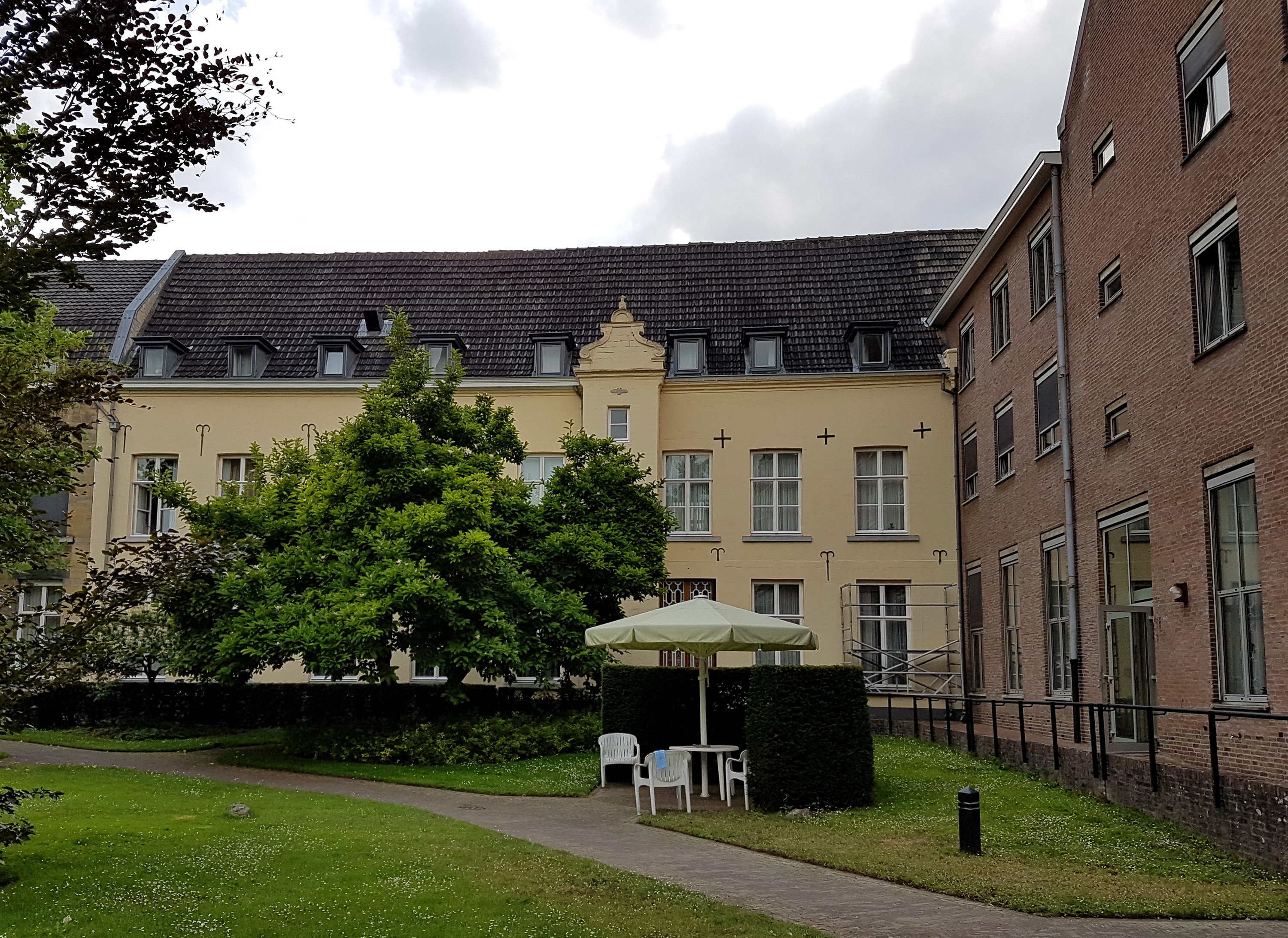
Achtergevel, overzicht
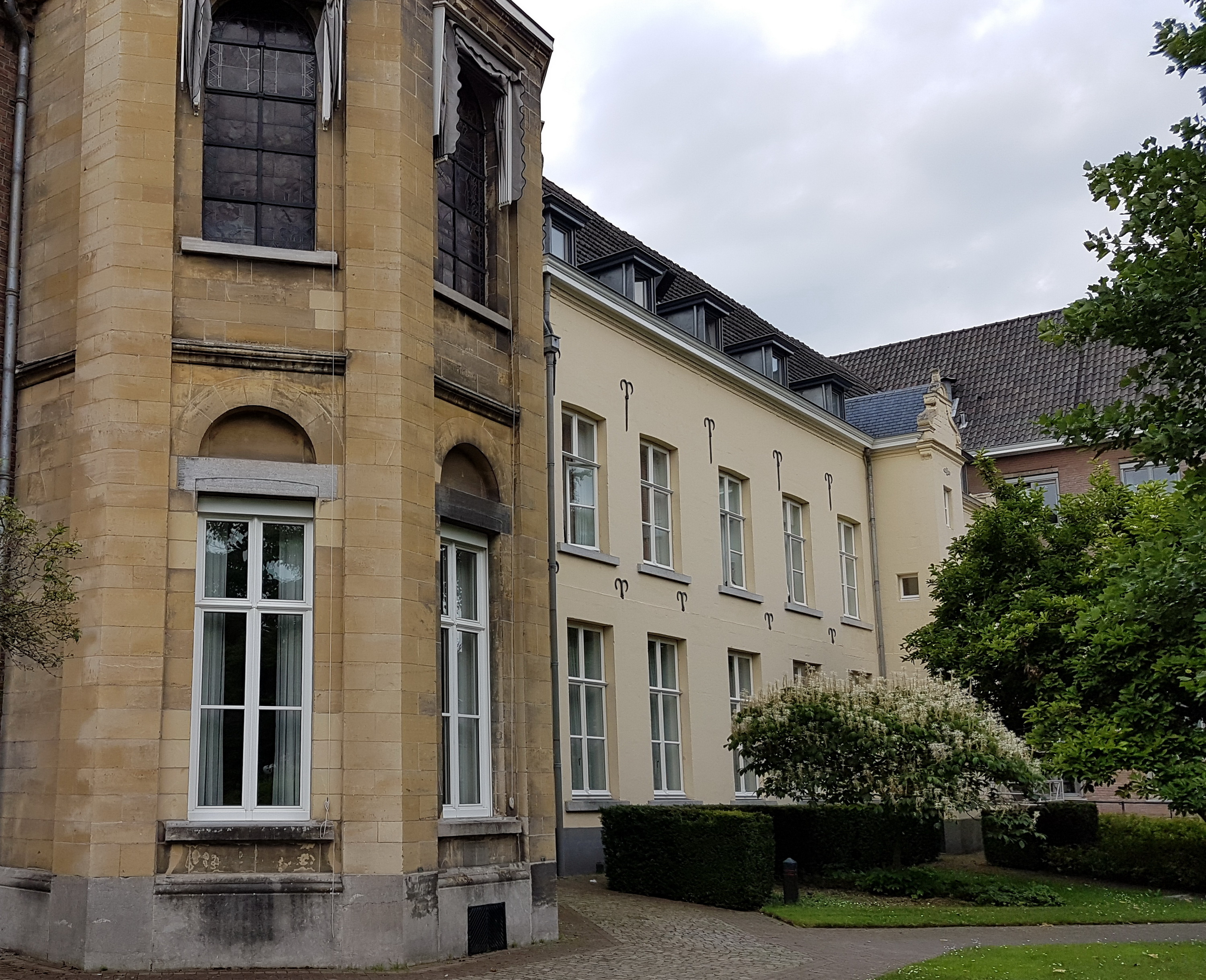
Achtergevel, uitbouw[noot 5]
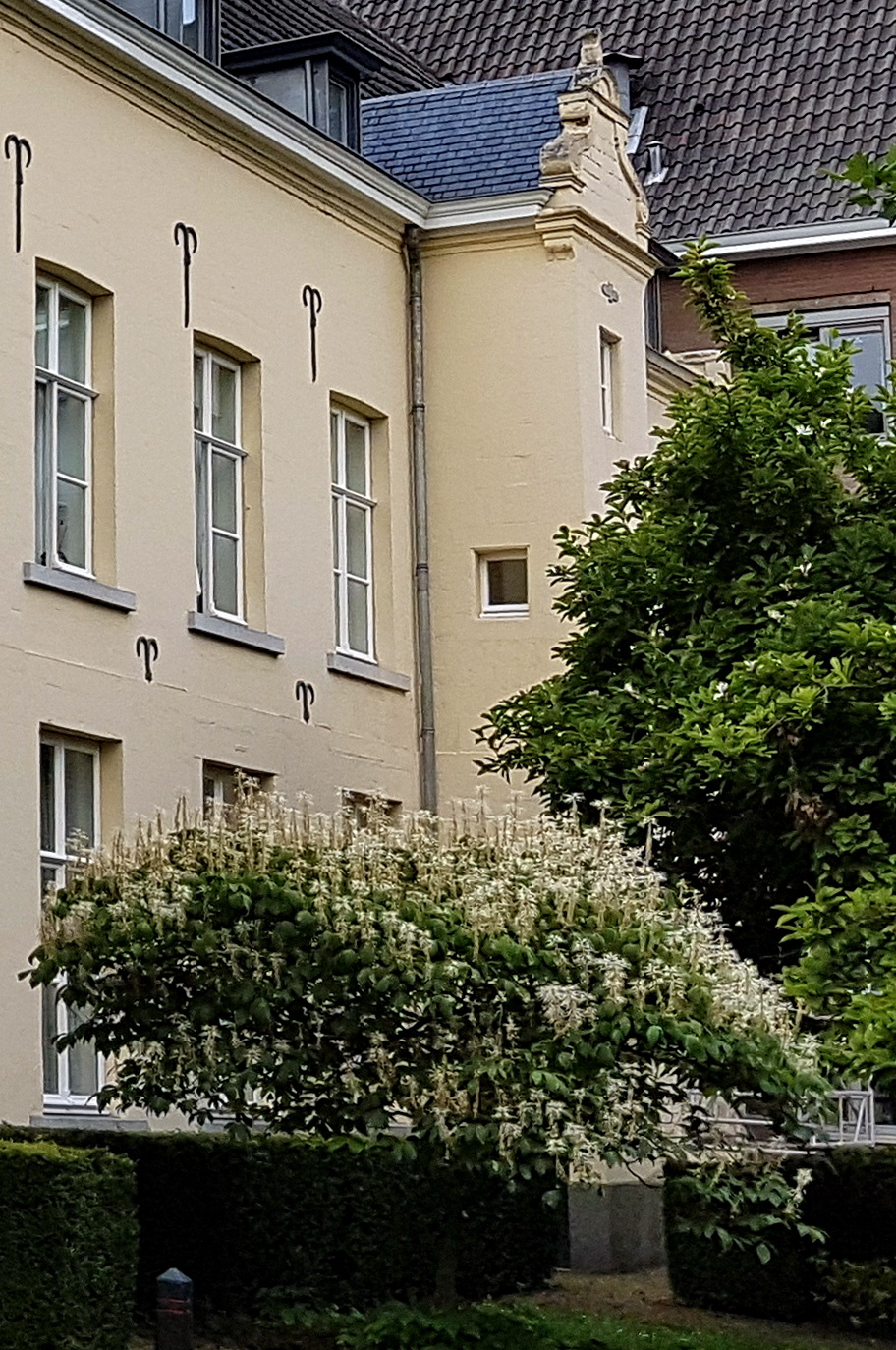
Achtergevel, traptorentje

#### Poortgebouw
Aan de kant van het Sint Servaasklooster verrees in 1870-71 het Poortgebouw (of Sint-Jozefbouw) in een mengelmoes van neostijlen. Het van buitenaf enigszins somber ogende gebouw is opgetrokken in donkerbruine baksteen met raam- en deuromlijstingen in rode zandsteen en enkele gele baksteenaccenten. De hoofdingang van het klooster bevindt zich in het rechterdeel van de voorgevel, ingeklemd tussen de westwerkbogen van de Sint-Servaas. Boven de ingang is een beeld geplaatst van de heilige Carolus Borromeus (L.G. de Leus, 1873). Achter het Poortgebouw ligt een binnenplaats, waar nog een beeld van de patroonheilige staat. In het interieur vallen de betegelde vloeren en lambriseringen op.

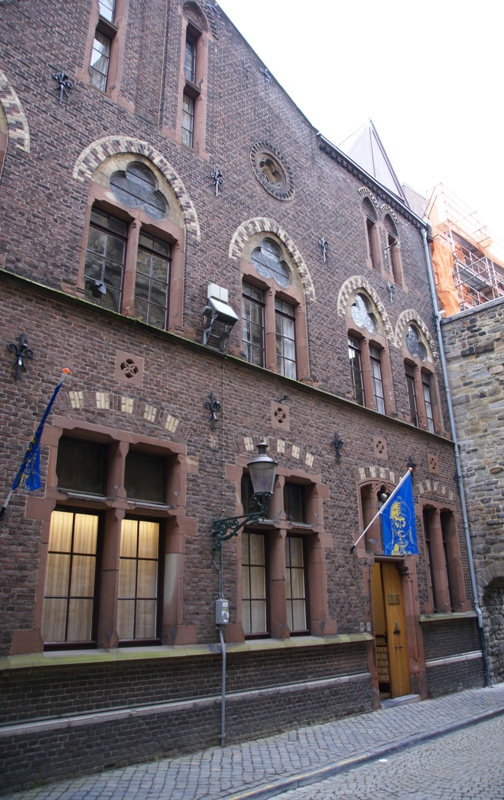
Gevel Sint Servaasklooster
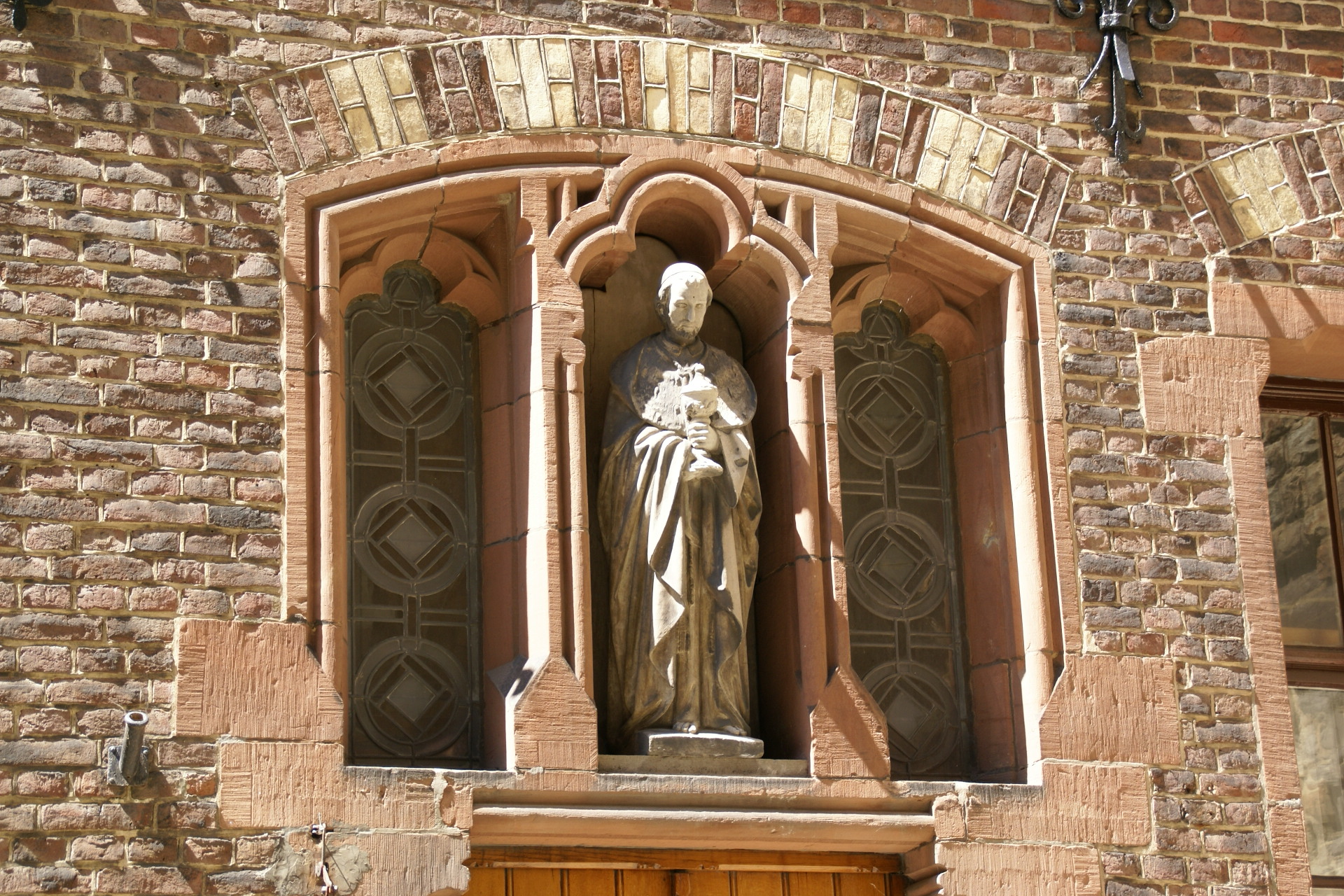
Gevelbeeld H. Carolus Borromeus
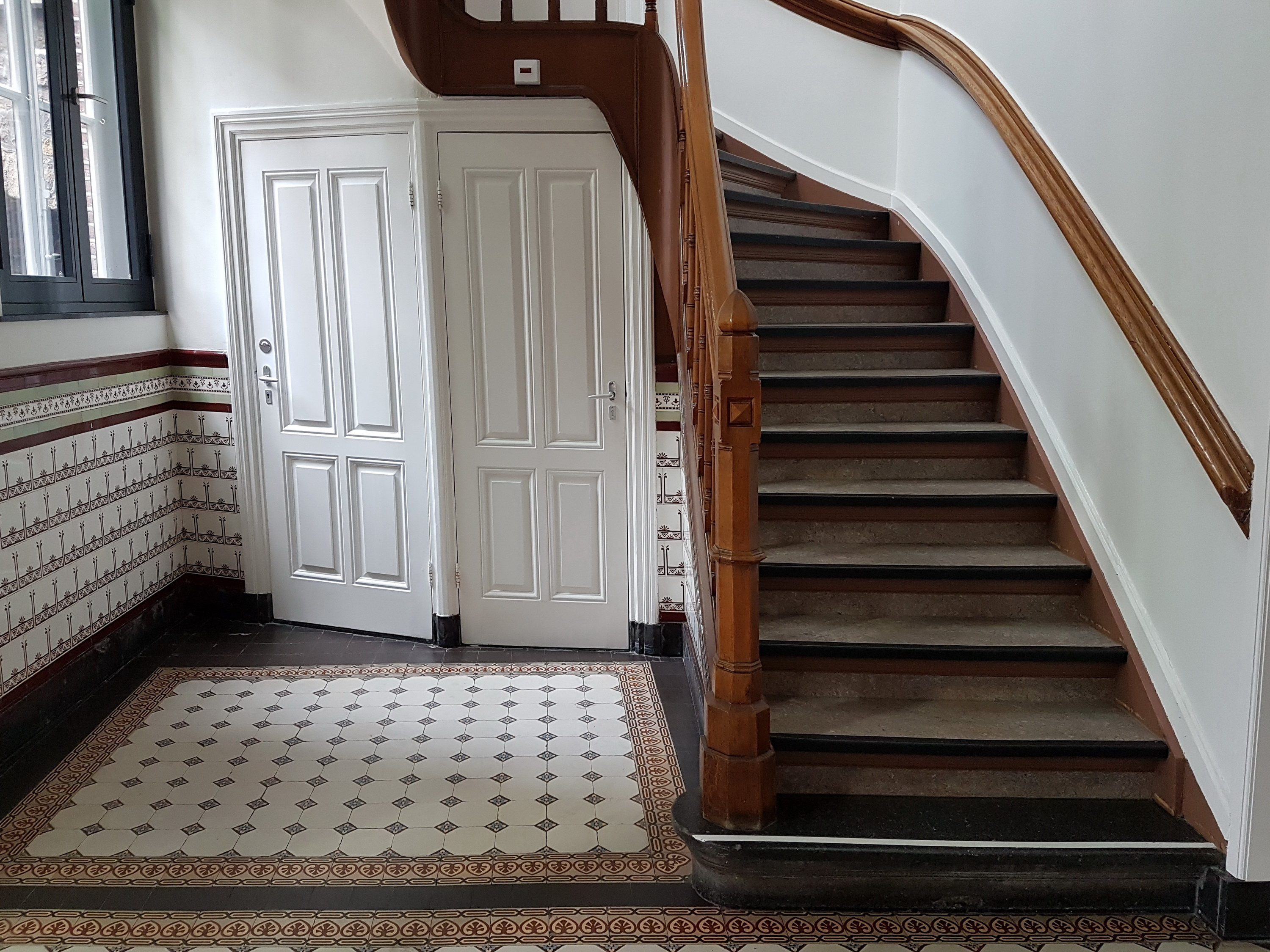
Entreehal en trappenhuis
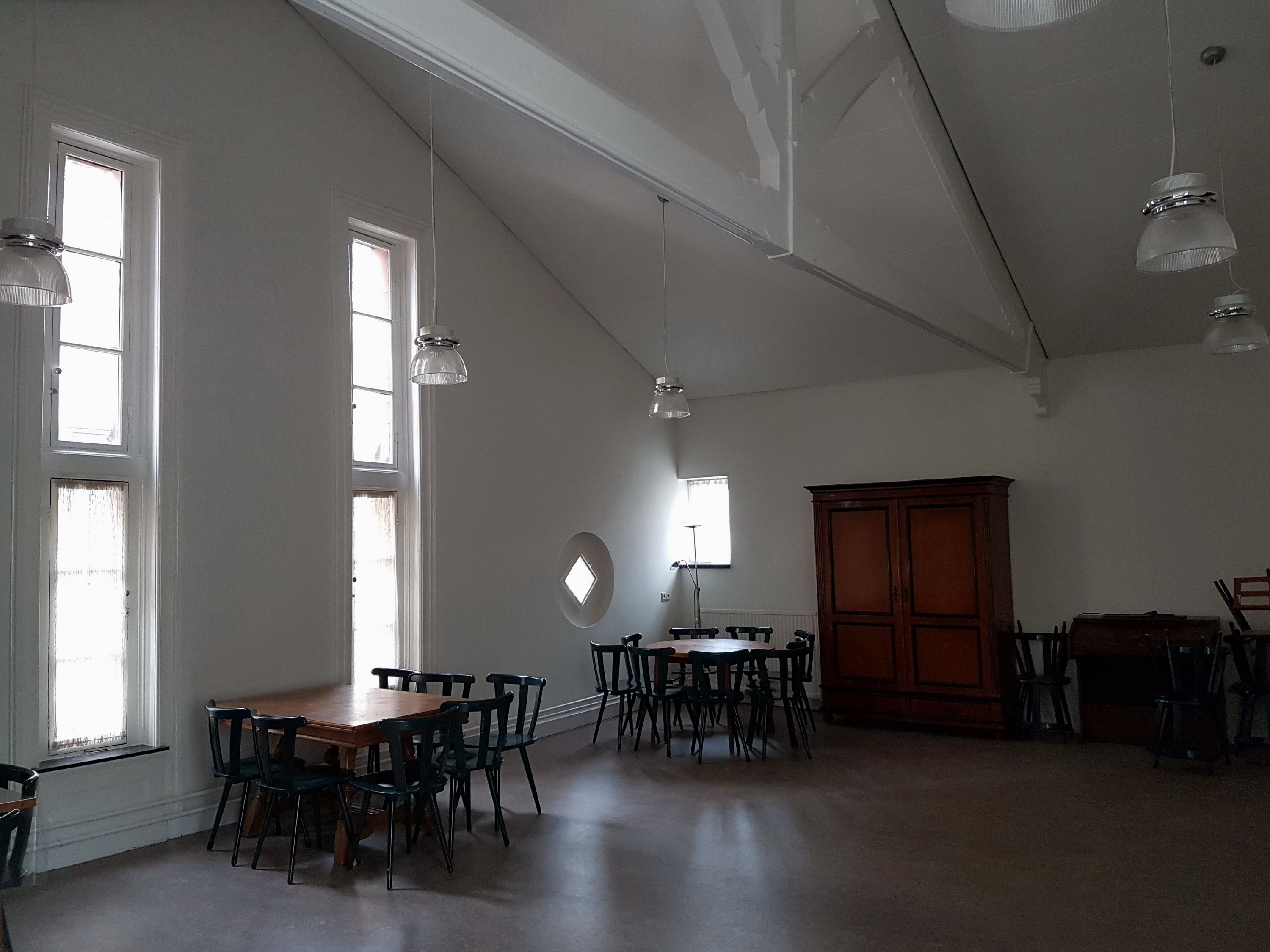
Zaal bovenverdieping

#### Noviciaatsgebouw
In 1909-10 kwam het Noviciaatsgebouw tot stand, een grote carrévormige uitbreiding, waarin ook delen van de proosdij zijn opgenomen. De twee 17e-eeuwse proosdijvleugels zijn rond dezelfde tijd inwendig verbouwd en met een verdieping verhoogd (Vincentiuszalen). Waarschijnlijk om de architectonische eenheid te bewaren, bestaat de plint van het hele bouwblok uit kolenzandsteen (verwijzend naar de Hoge Leenzaal) en is de architectuur van de eerste bouwlaag geïnspireerd door de Maaslandse renaissance (verwijzend naar de proosdijvleugels). De kruiskozijnen en venstertraceringen, alsmede andere architectonische accenten in gele zandsteen, contrasteren fraai met de rode baksteen. Aan de gevel is een beeld van Madonna met Kind op een console onder een neogotisch baldakijn bevestigd. De achtergevels en de gevels rondom de binnenplaats zijn eenvoudiger in baksteen vormgegeven.

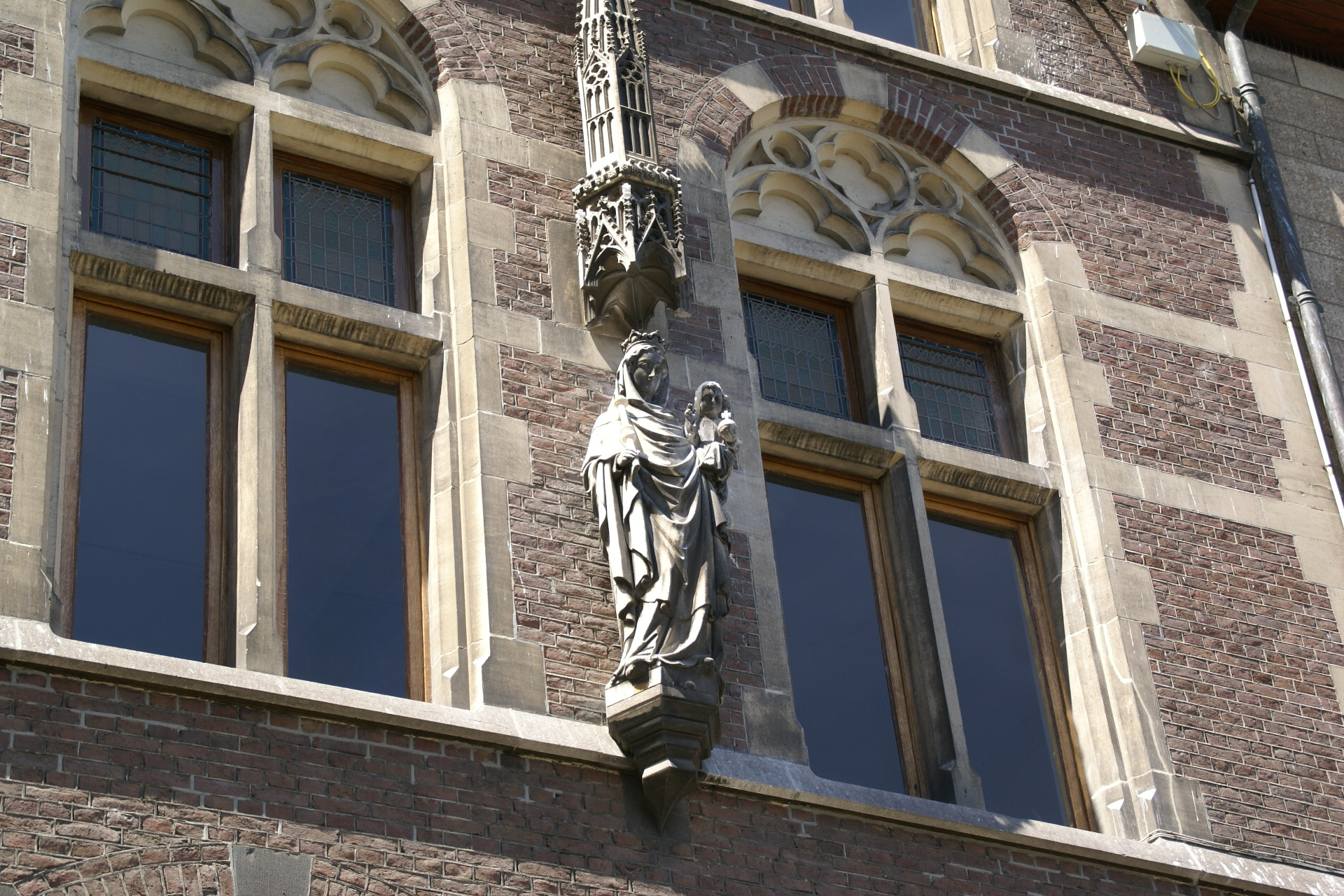
Oostgevel met Mariabeeld
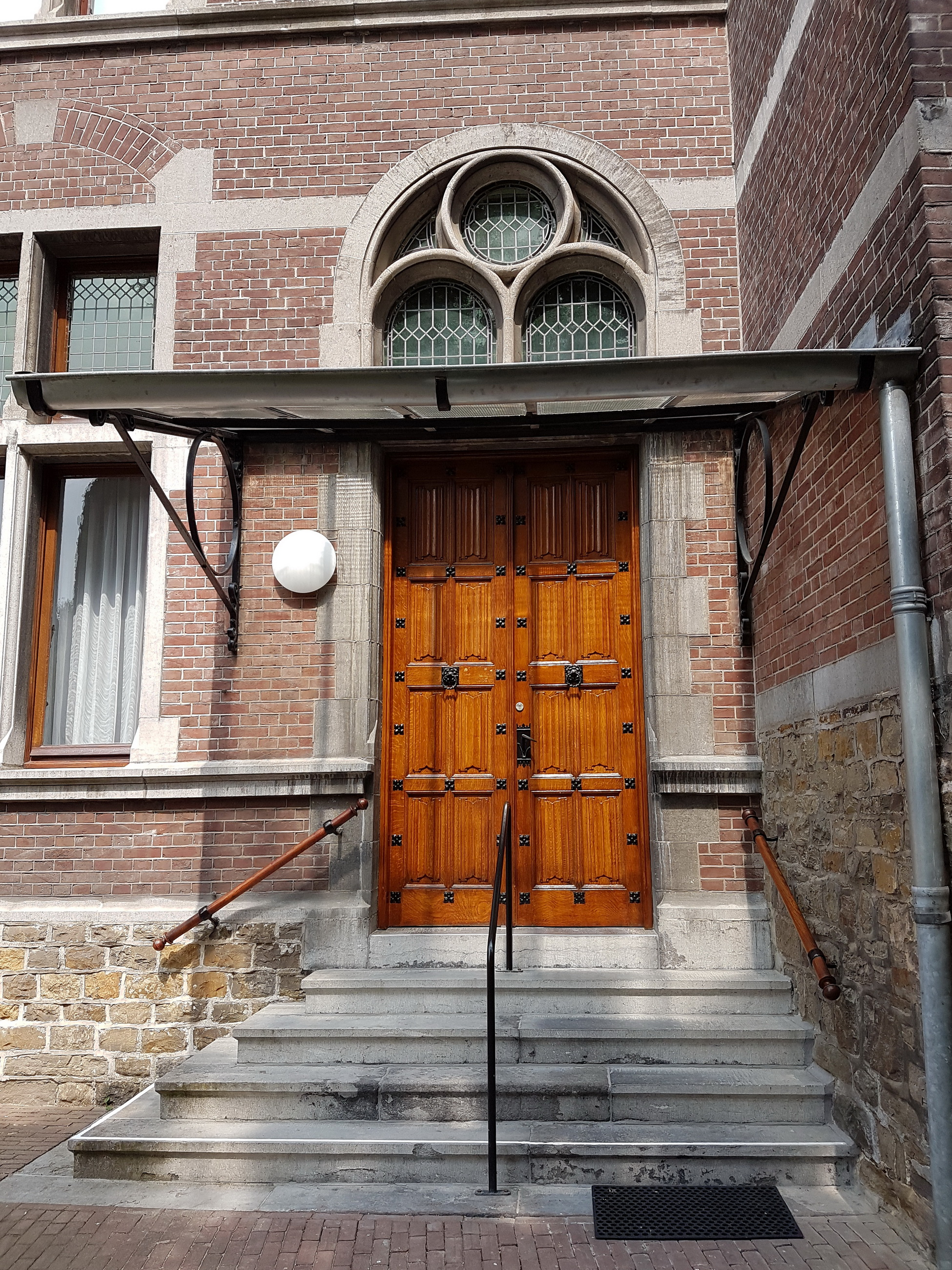
Entree zuidzijde
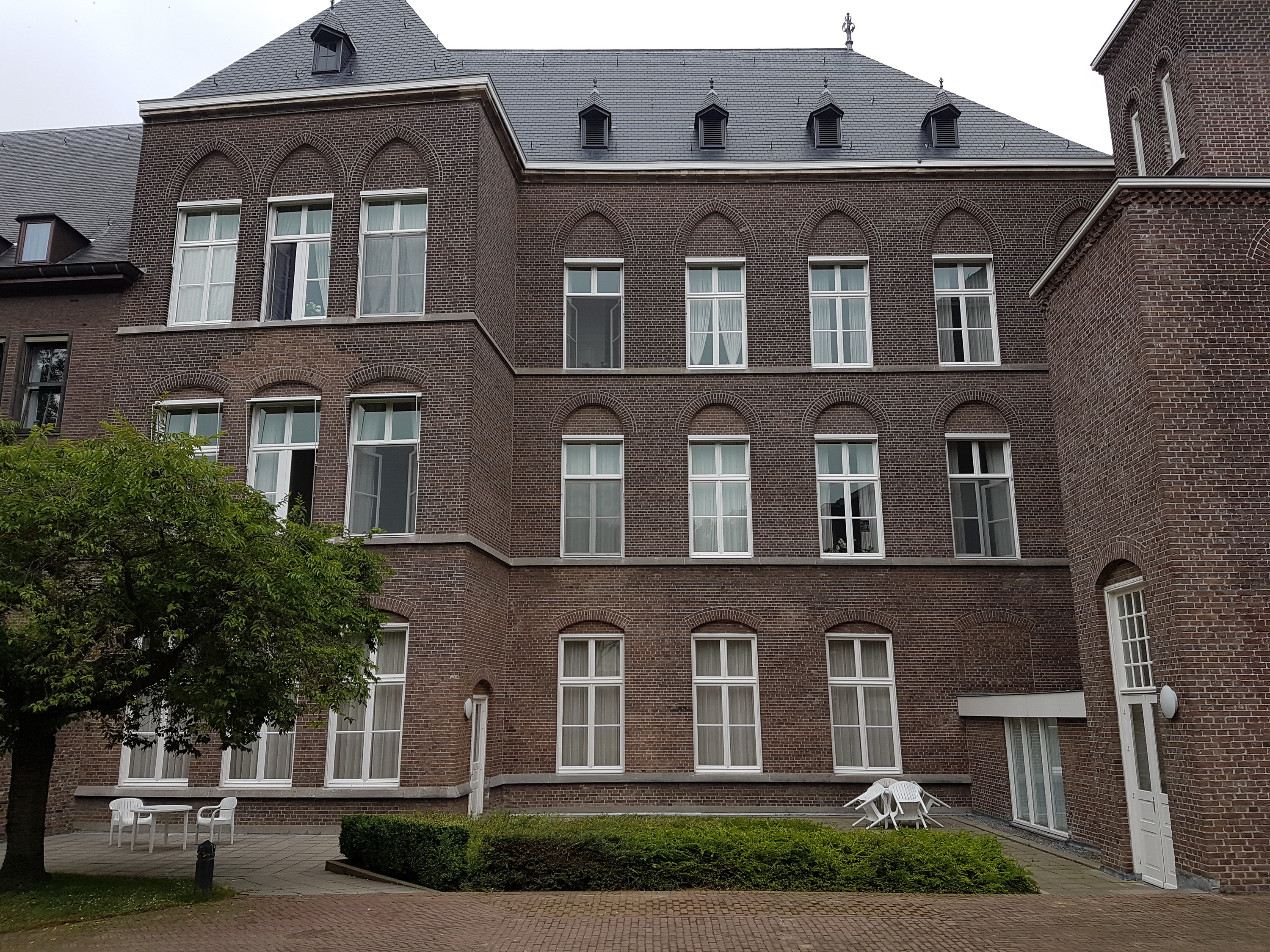
Westgevel
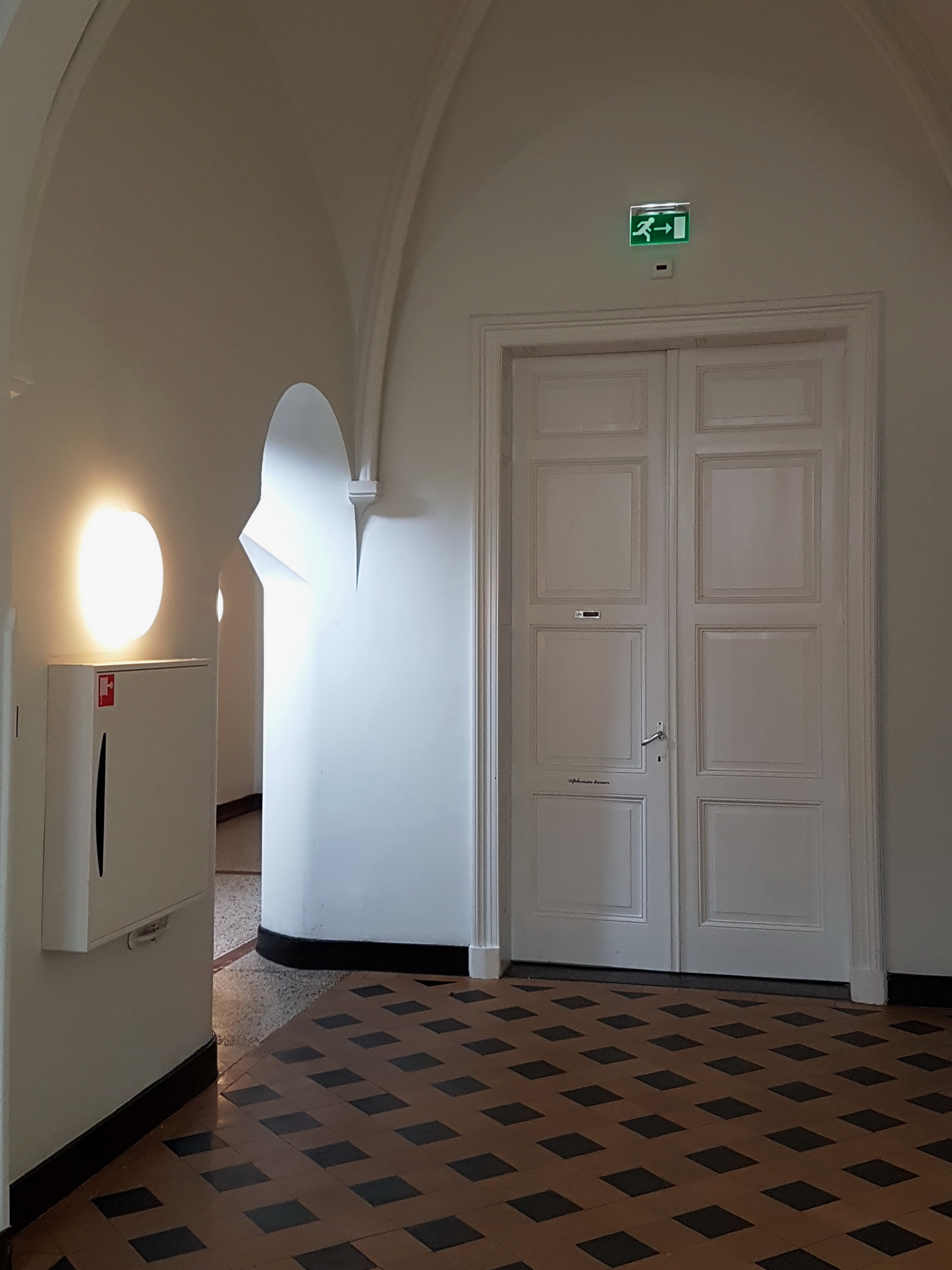
Kloostergang

#### Elisabeth Gruytershuis
Ten noorden van het Noviciaatsgebouw, eveneens aan het Sint Servaasklooster, verrees in 1935 een tweede carrévormige uitbreiding, aanvankelijk Damespension genoemd, thans Elisabeth Gruytershuis, het provincialaat en generalaat van de congregatie. De architect van het gebouw was Alphons Boosten. De gevel is bekleed met travertinplaten, gecombineerd met raamomlijstingen van basaltlava. Op de begane grond is het materiaalgebruik omgekeerd. De achtergevel en de gevels rondom de binnenplaats zijn in baksteen uitgevoerd. De oorspronkelijk kruiskozijnen van staal zijn vervangen door aluminium exemplaren.

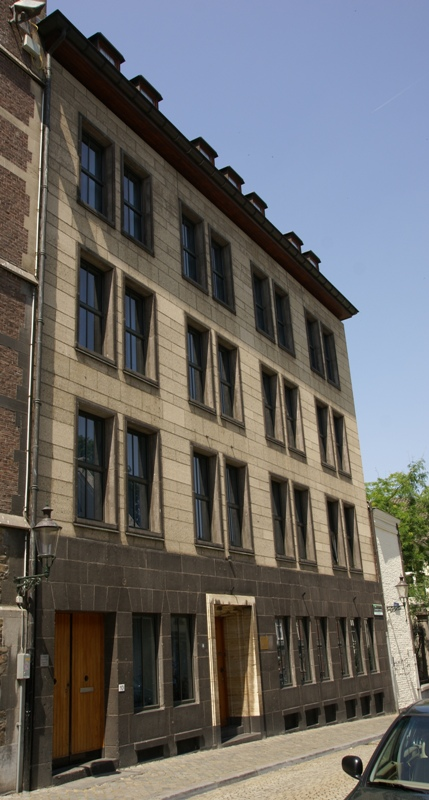
Gevel Sint Servaasklooster
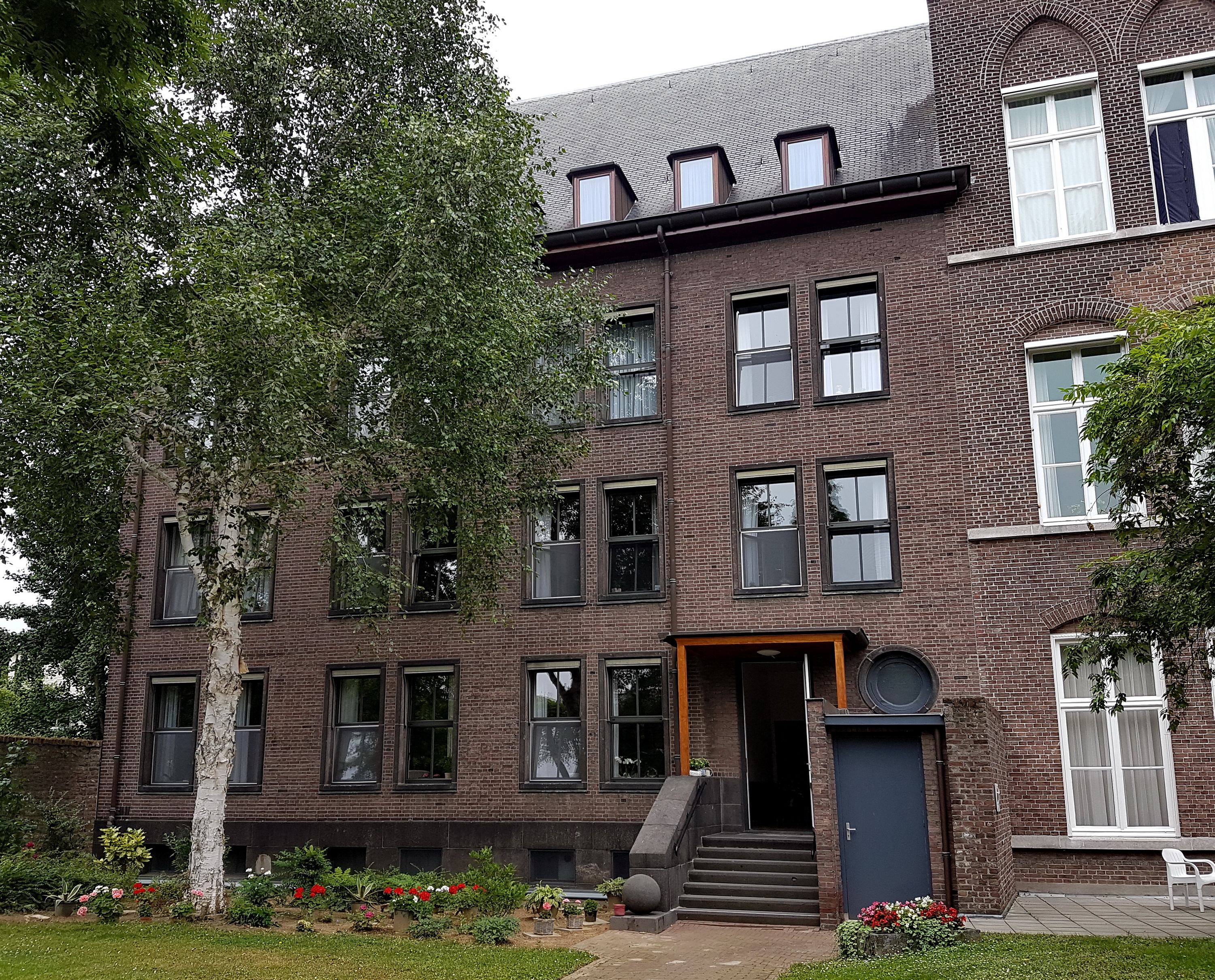
Achtergevel tuinzijde
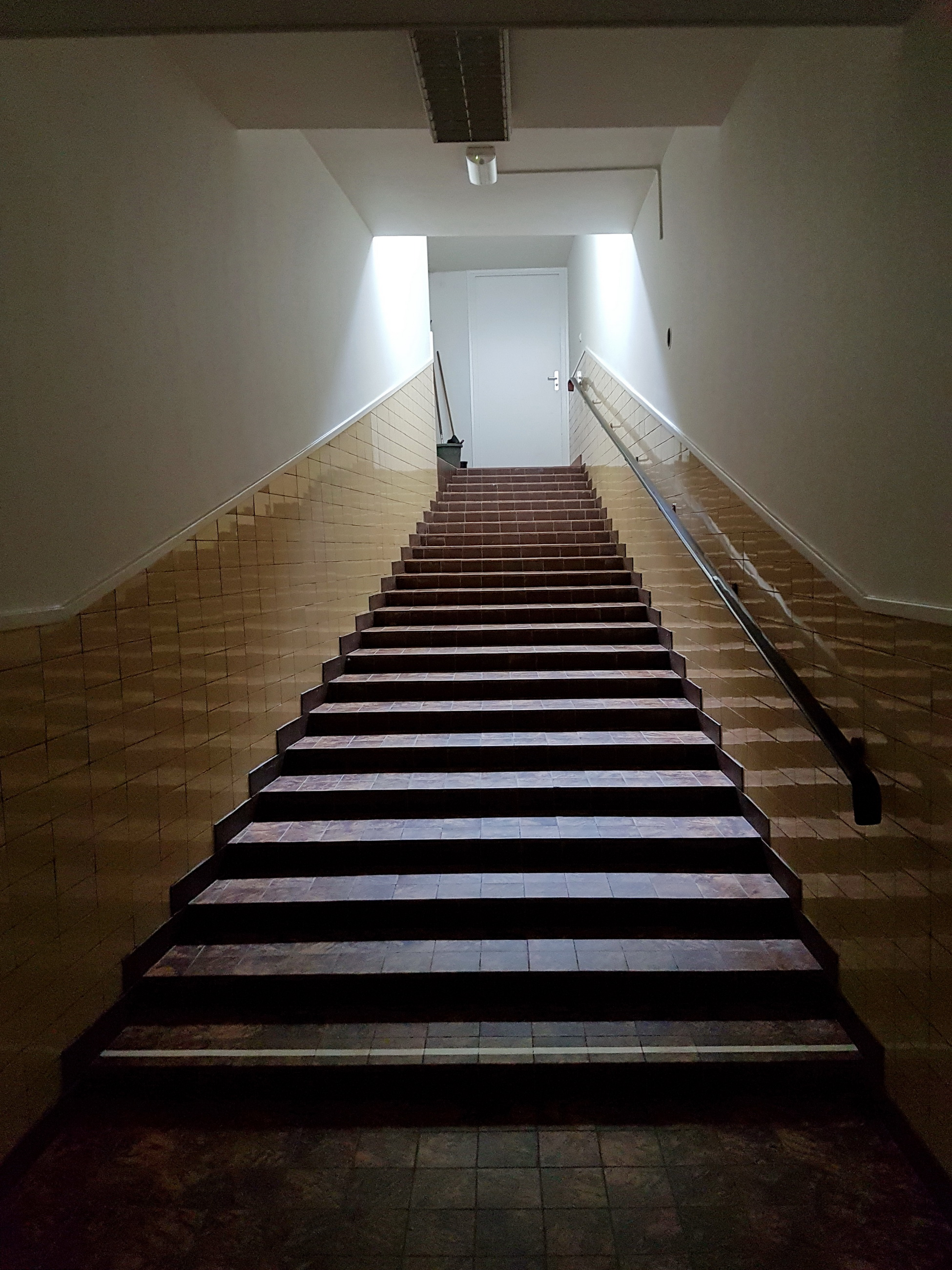
Trappenhuis
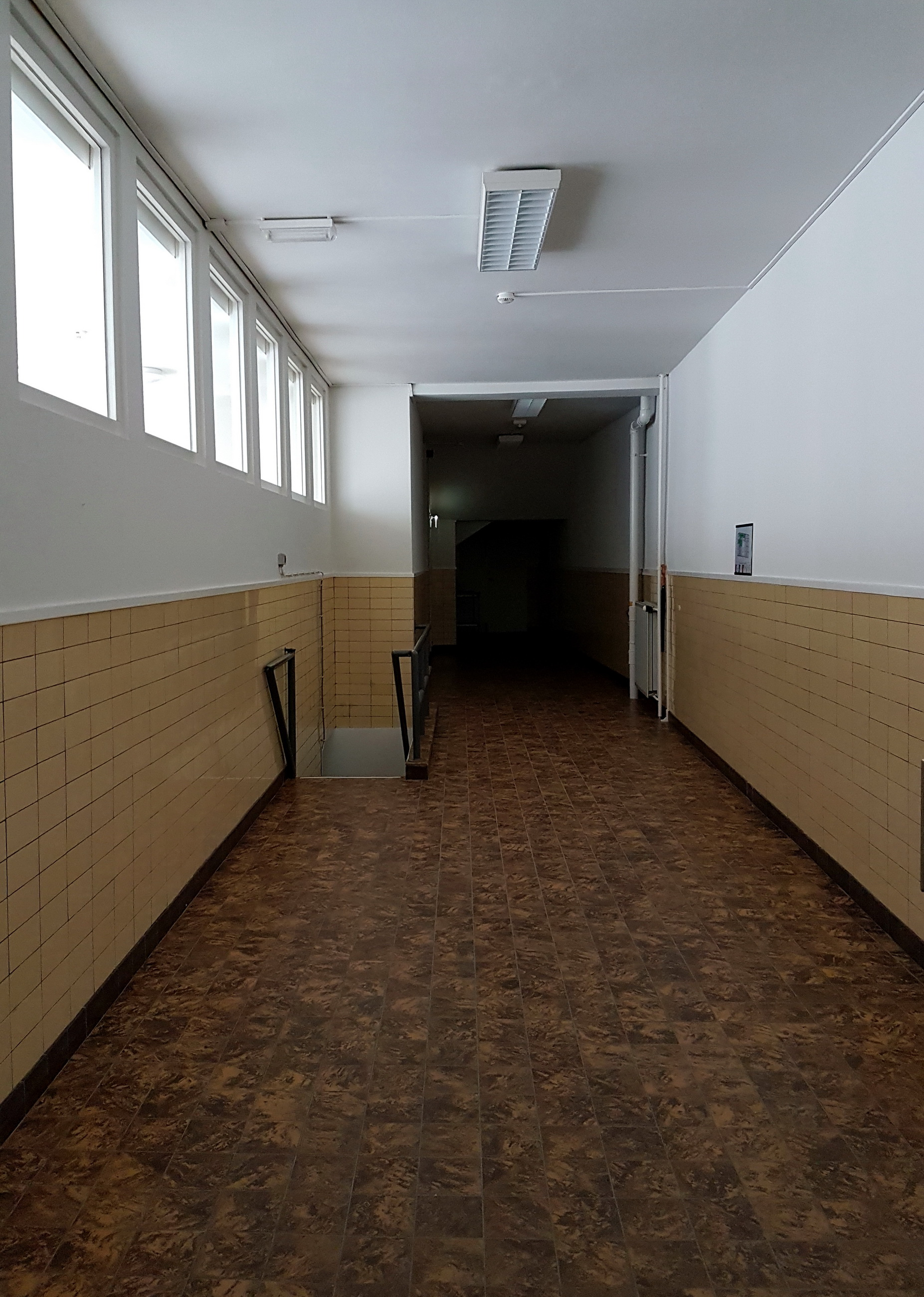
Souterrainverdieping

#### Nieuwbouw
Na de sloop van de Sint-Carolusschool en archeologisch onderzoek, begon in 1981 de bouw van een nieuw complex, bedoeld als verzorgingshuis voor bejaarde zusters. Het U-vormige gebouw van baksteen is vormgegeven in een functionele stijl. De gevel aan het Henric van Veldekeplein (eigenlijk Sint Servaasklooster) bestaat uit een drielagig en een tweelagig deel, beide met kapverdieping. Sinds 2013 is in deze gebouwen het Stilte- en Bezinningscentrum Onder de Bogen gevestigd. Aan de zijde van de Kommel verrees rond diezelfde tijd een nieuwe kloostervleugel. Ook een deel van de utilitaire gebouwen (keukens, enz.) zijn relatief nieuw.

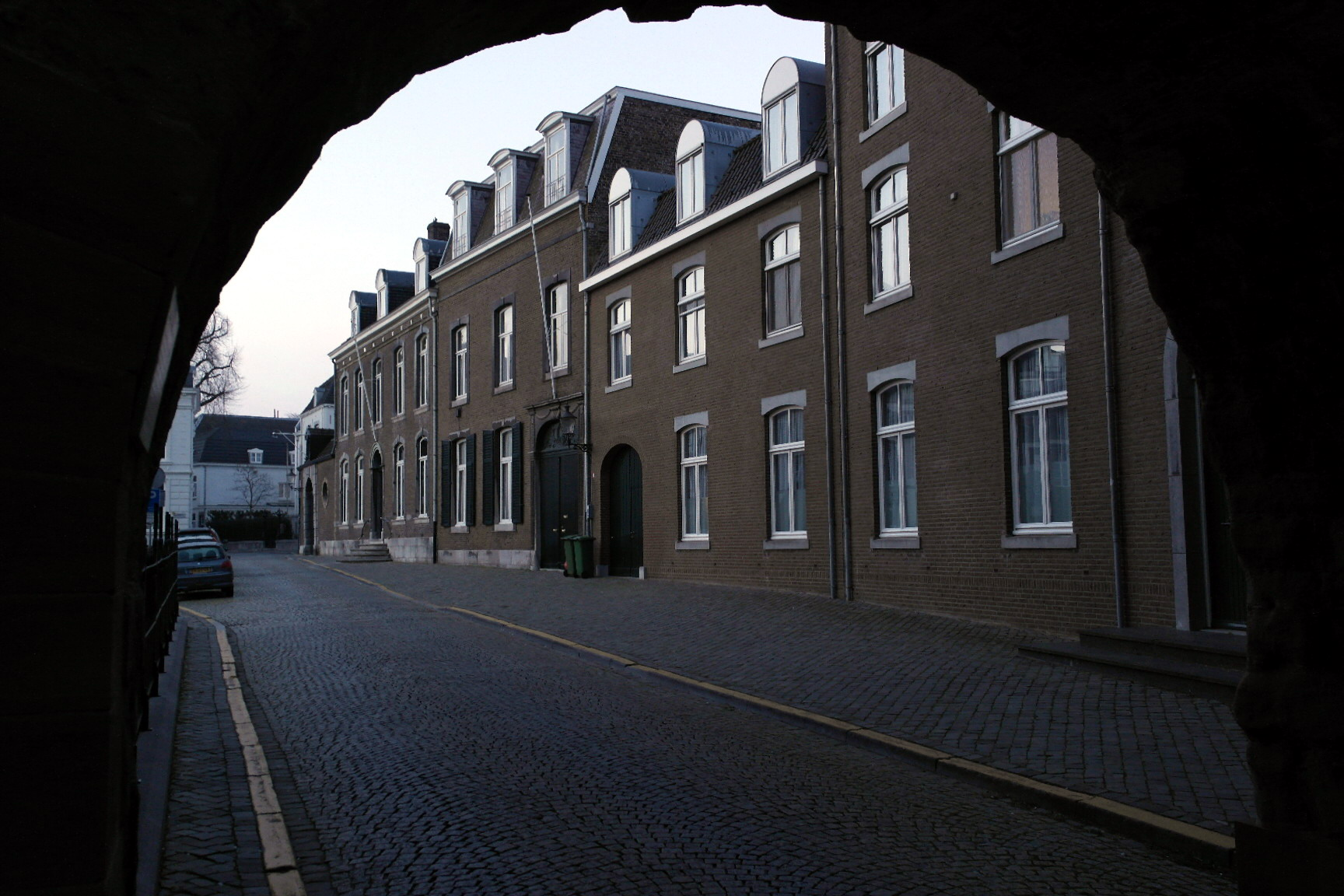
Bezinningscentrum, voorgevel
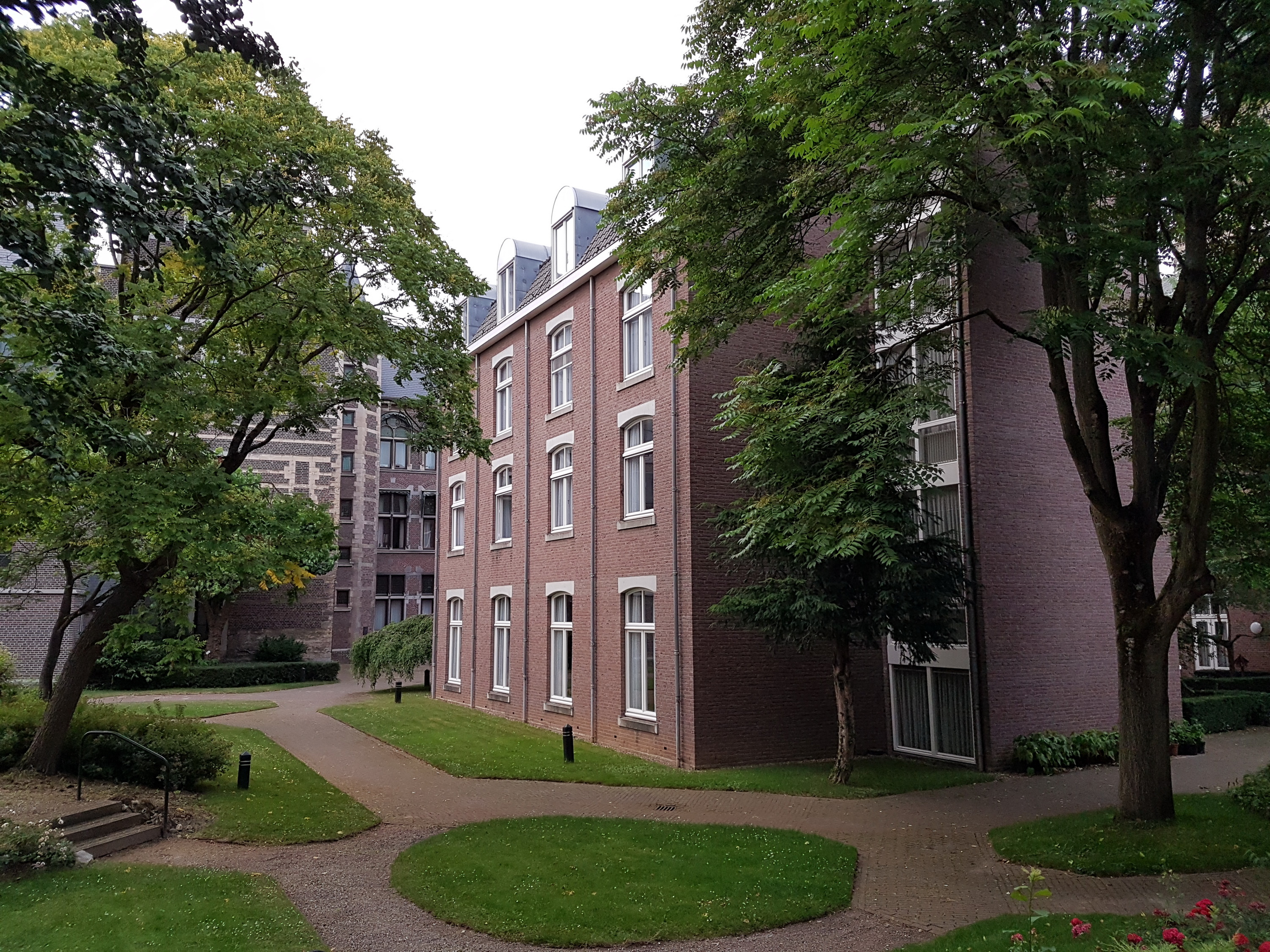
Bezinningscentrum, tuinzijde
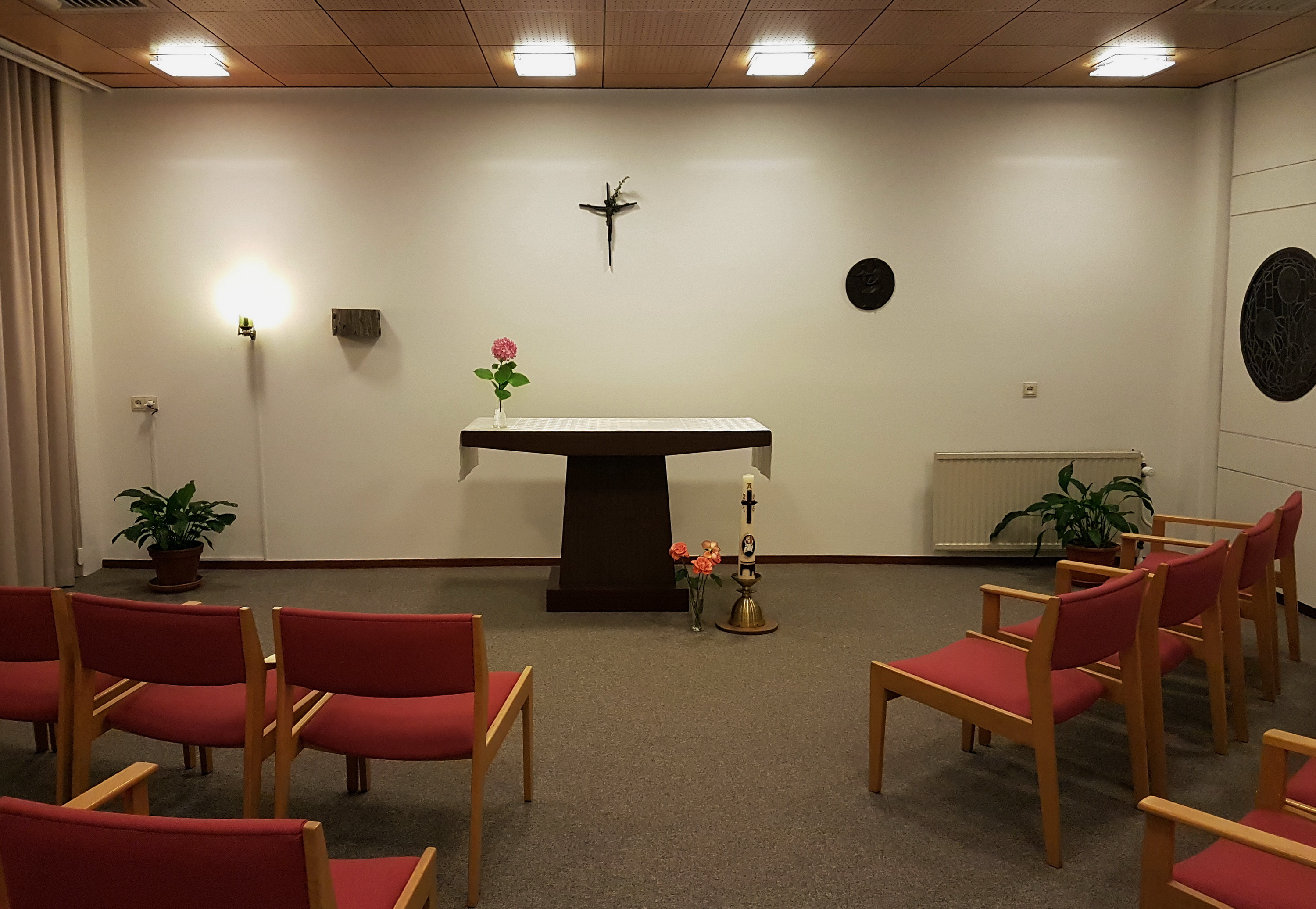
Kapel bezinningscentrum
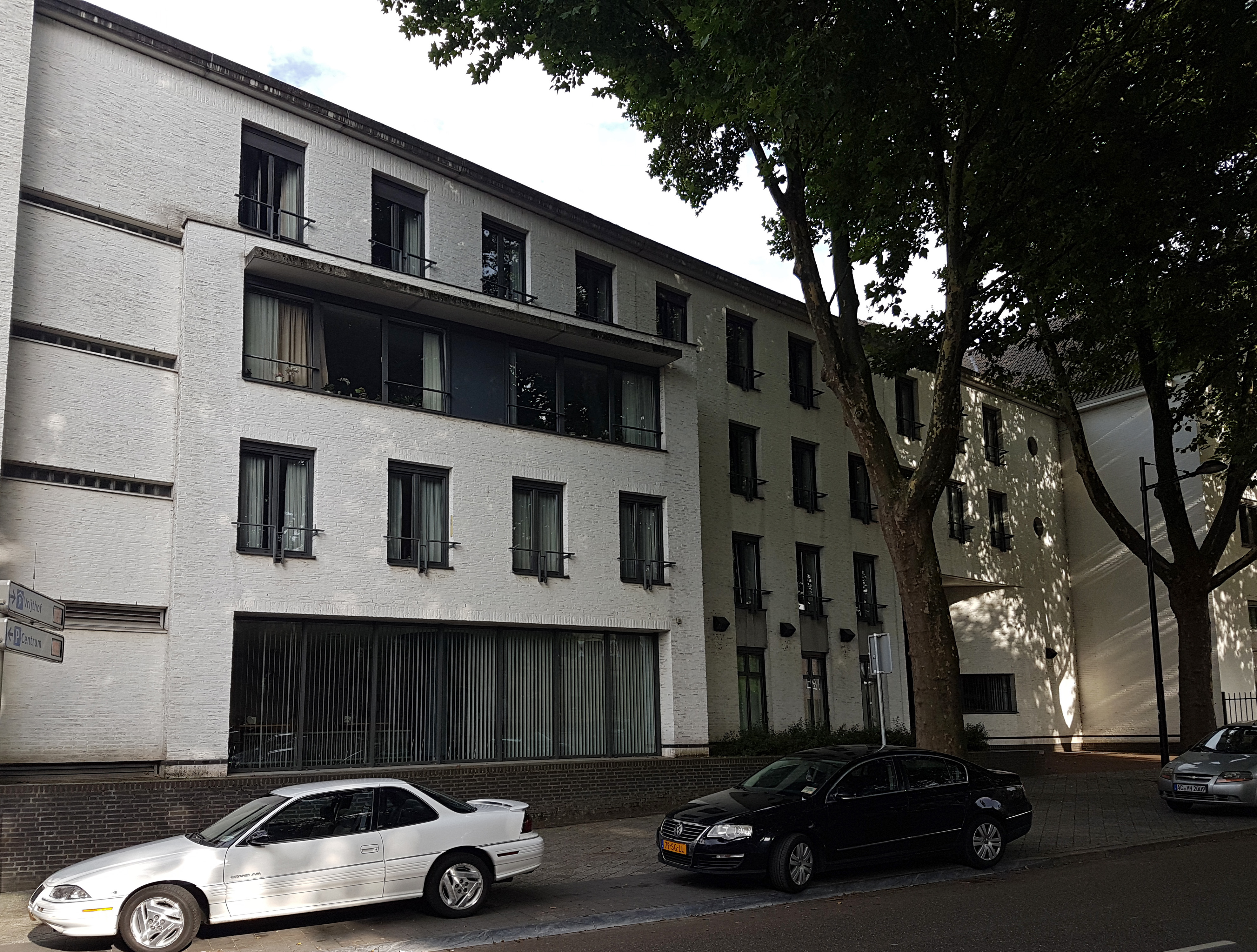
Kloostervleugel Kommel

### Kloostertuin
De kloostertuin bevindt zich tussen de voornaamste gebouwencomplexen aan het Sint Servaasklooster en de Kommel. Beeldbepalend element is de 13e-eeuwse stadsmuur, die deels midden in de tuin ligt en deels de oostelijke perceelsbegrenzing vormt. Van de muur is om die reden meer van de veldzijde zichtbaar dan van de stadszijde. Aan beide zijden is een verhoogd wandelpad langs de muur aangelegd, dat via trappartijen vanuit de lager gelegen tuin te bereiken is. Waar de muur is doorbroken, is een Lourdesgrot aangelegd. Het kleinere tuindeel aan de stadszijde heeft relatief grote hoogteverschillen. Dit deel is ingericht met bomen, heesters en schaduwminnende planten. Hier staan enkele beelden, waaronder een zandstenen beeld van de patroonheilige van de congregatie, dat ooit de gevel van de lagere school sierde. Een bronzen beeldje van de stichteres, Elisabeth Gruyters, vervaardigd door Ad van Wersch uit Nuth, werd ter herdenking van het 175-jarig bestaan van de congregatie geschonken door de acolieten. Het grotere tuindeel aan de veldzijde van de stadsmuur ontvangt veel zon en is ingericht met bloemperken, gazons en enkele bijzondere, vrijstaande bomen. Op geregelde afstanden bevinden zich zitjes. In dit deel bevinden zich een houten prieel, een kas en een volière. Verder staat er een Heilig Hartbeeld en een beeld van de Heilige Vincentius a Paulo vergezeld van een kind. De tuin is een gemeentelijk monument.

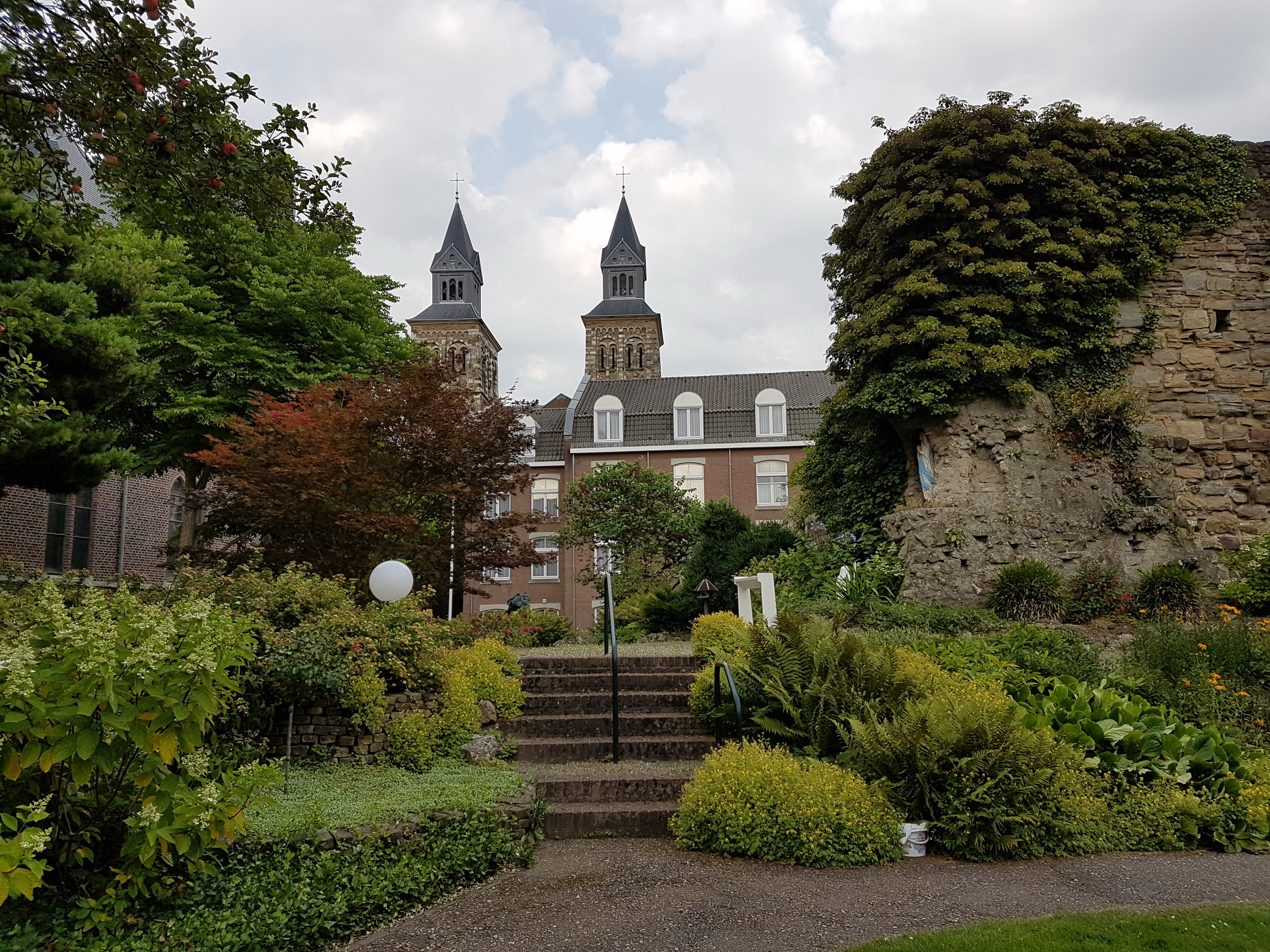
Lourdesgrot bij stadsmuur
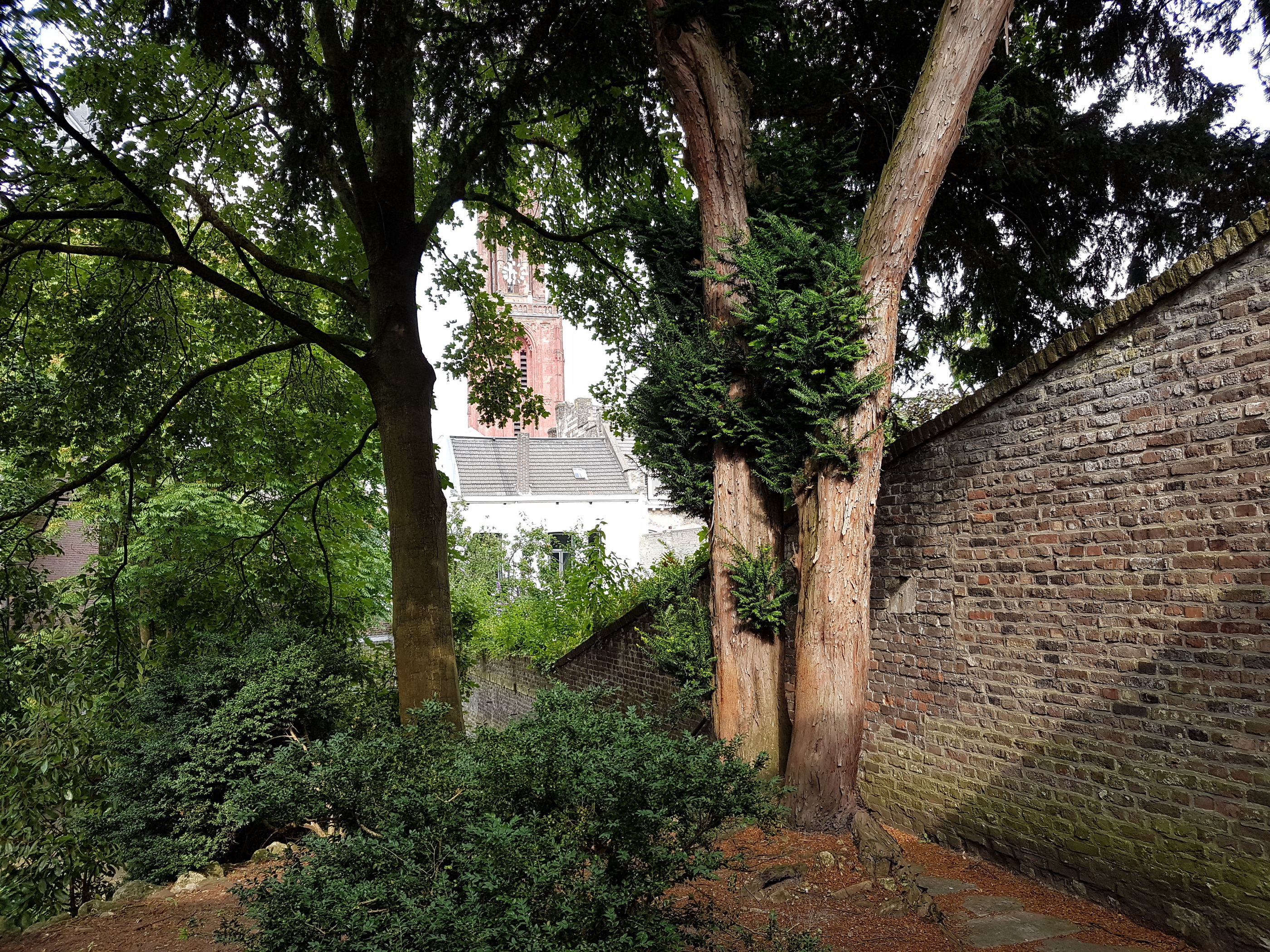
Schaduwrijk tuindeel
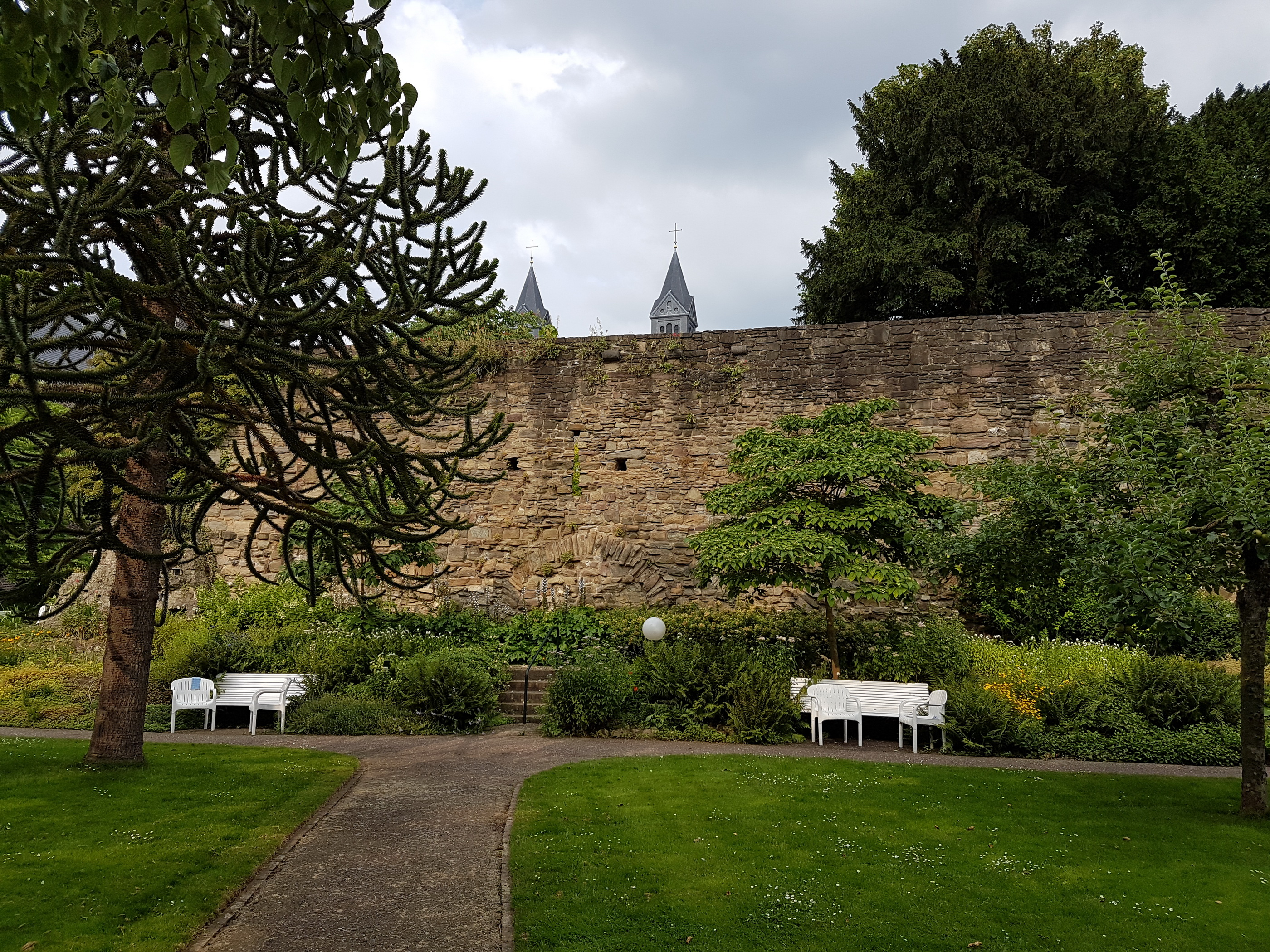
Zitjes bij de stadsmuur
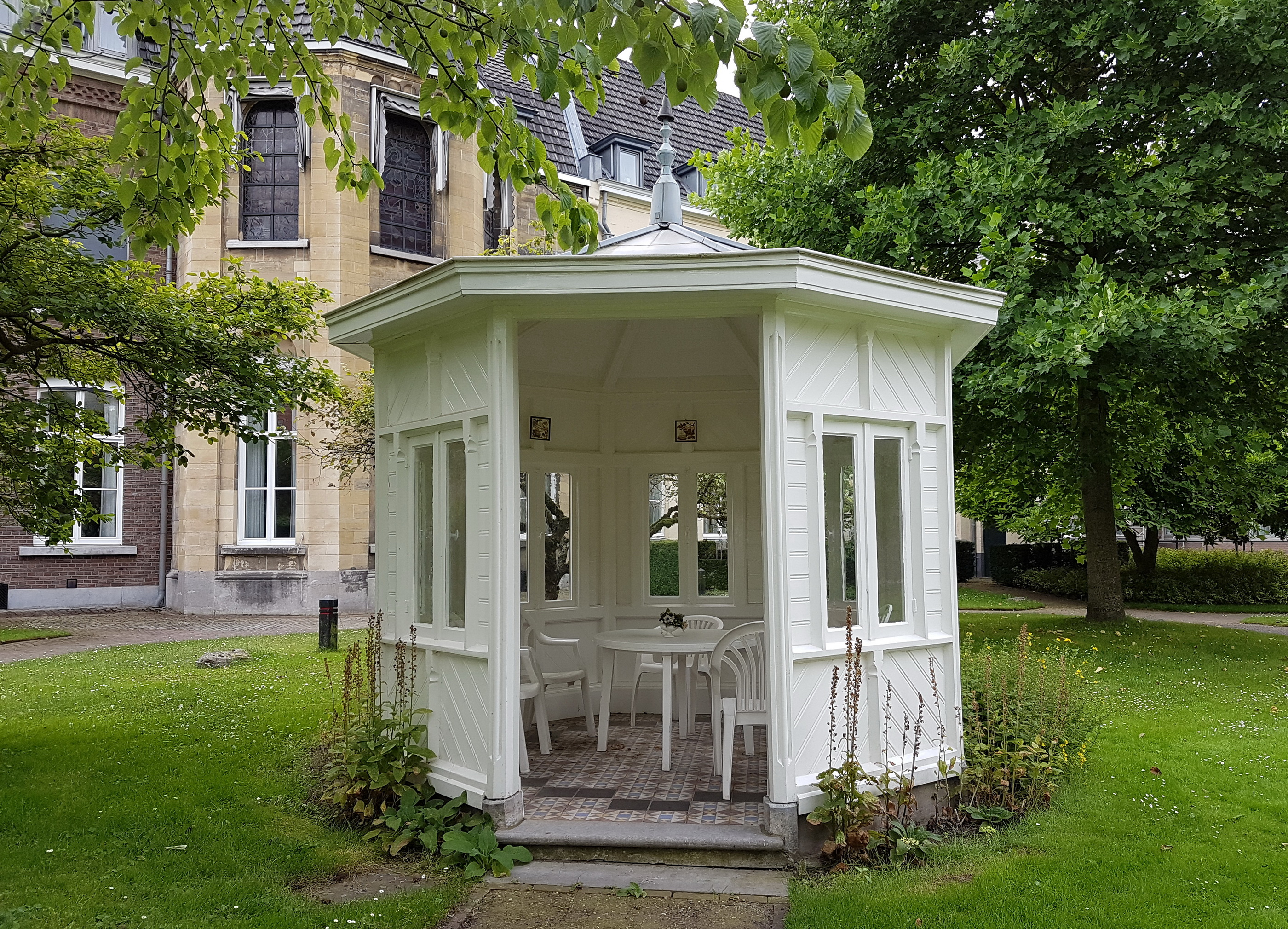
Houten prieel

### Stadsmuur
De stadsmuur in dit deel van de stad werd vroeger Boichgraeve of Schuttenhof genoemd, waarschijnlijk naar de boogschutters die in deze omgeving hun oefenterrein hadden. De muur van kolenzandsteen is in redelijk goede staat met hier en daar reparaties in Limburgse mergel of baksteen. De open muurbogen aan de stadszijde zijn deels voorzien van schietgaten. Aan de veldzijde zijn de muurbogen gedicht. Op sommige plaatsen zijn steunberen geplaatst. Een prieel dat waarschijnlijk in de 19e eeuw boven op de muur is gebouwd, behoort bij een voormalig kanunnikenhuis aan het Sint Servaasklooster. Voor de bouw van de kloosterkerk in 1899 werd een deel van de stadsmuur gesloopt. Op de parkeerplaats aan de noordzijde van de kerk is een fragment te zien, dat vele malen gerepareerd is.

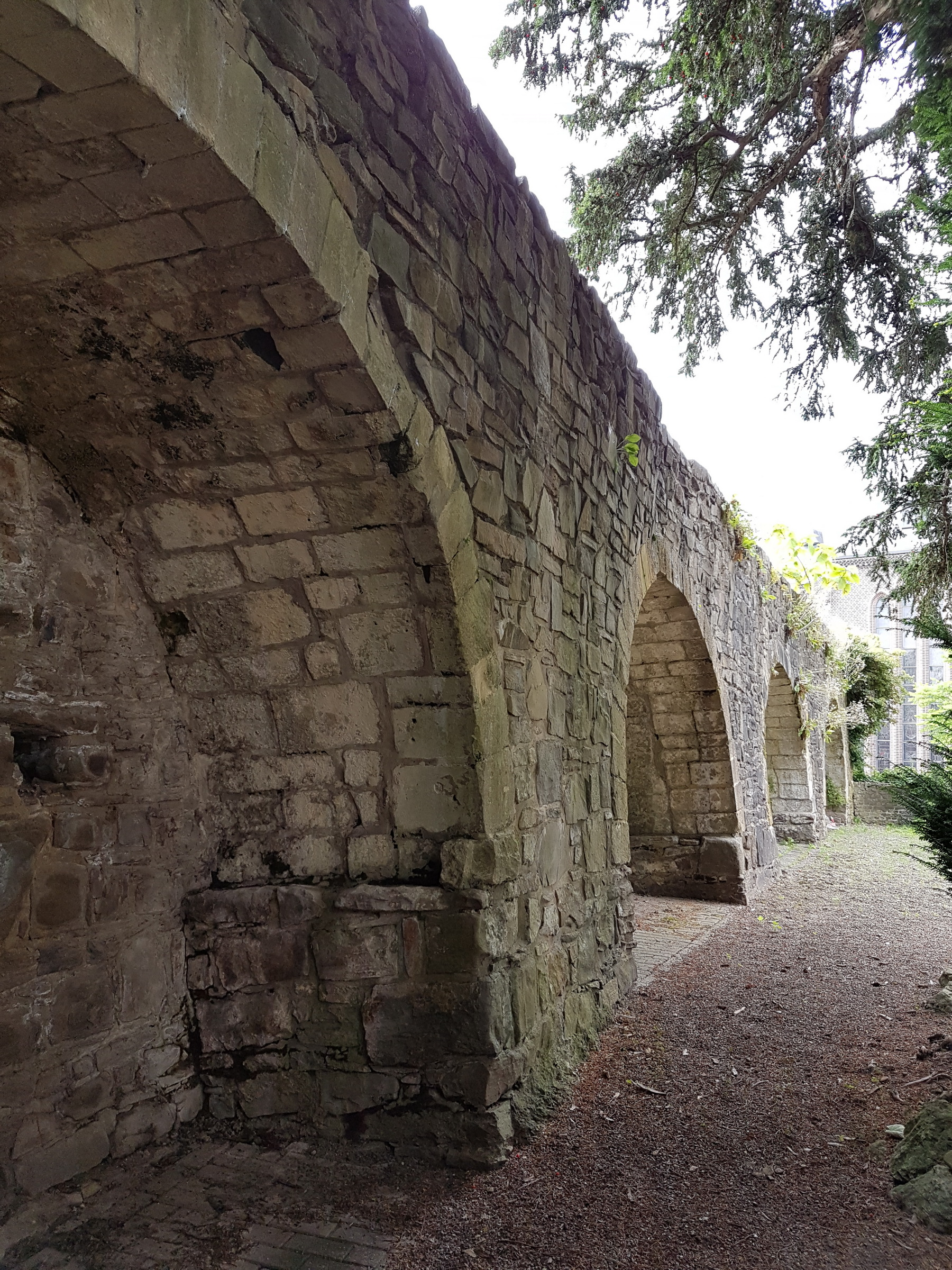
Muurbogen aan de stadszijde
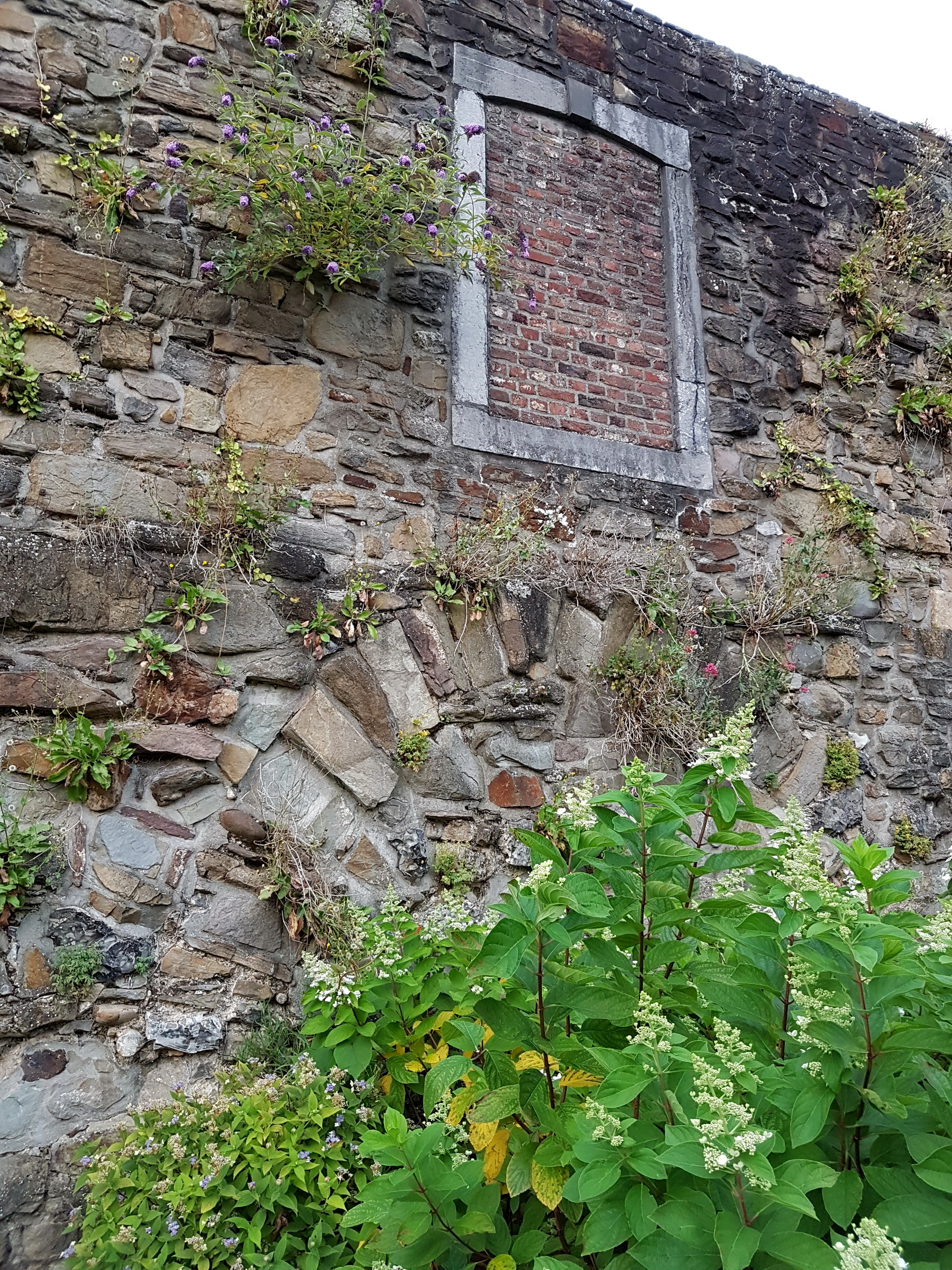
Muurboog en vensteromlijsting, veldzijde
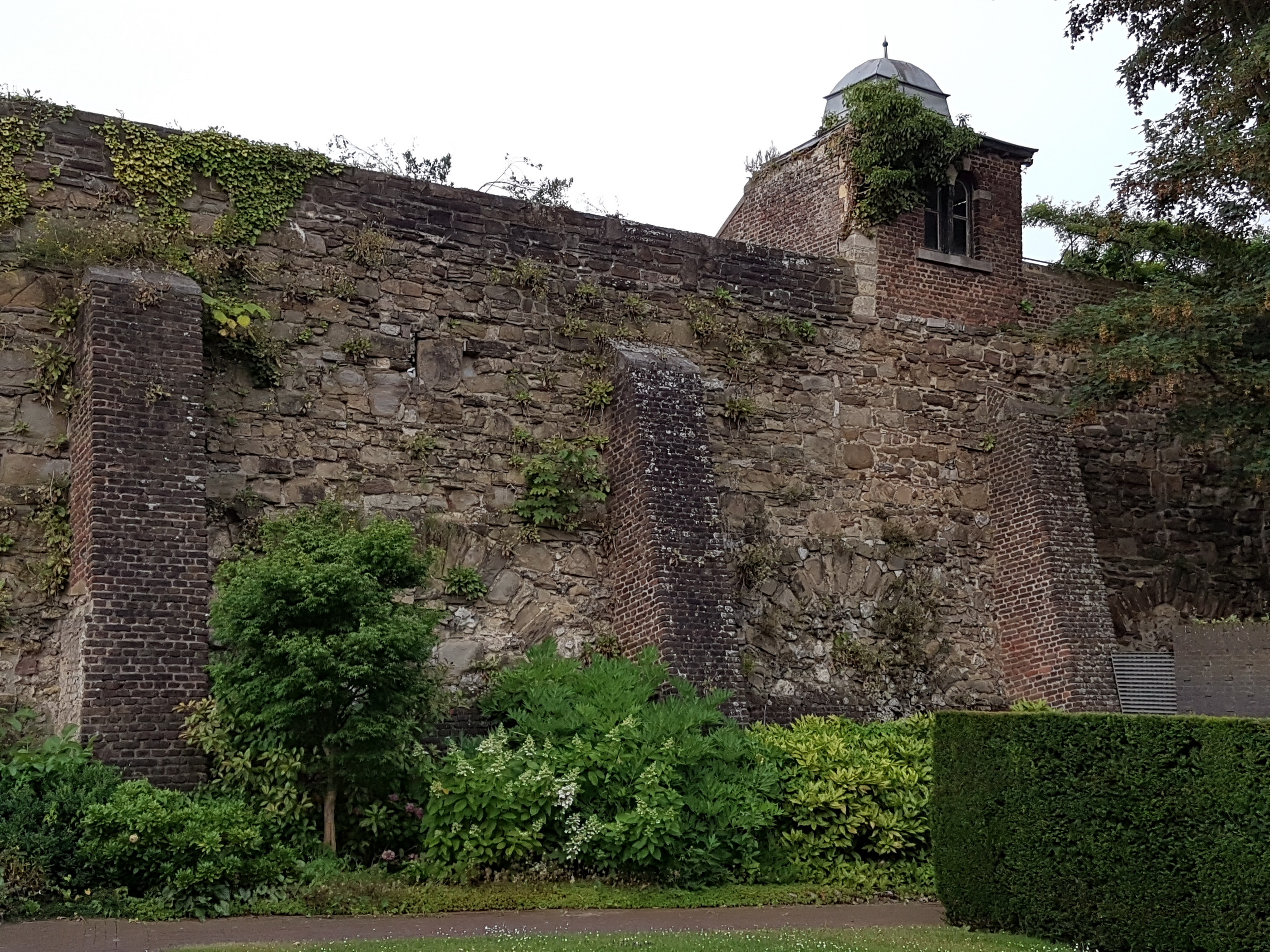
Steunberen en prieeltje, veldzijde
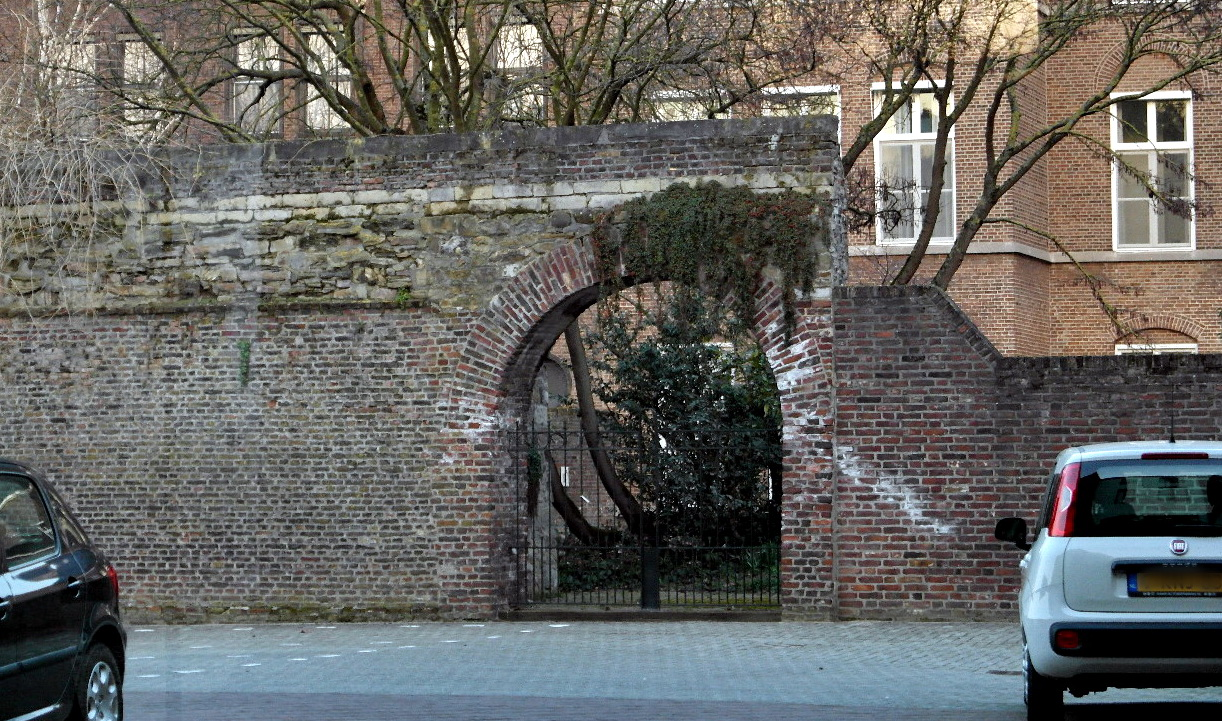
Noordelijk muurdeel vanaf parkeerplaats